# Lady Gaga koncertjeinek és fellépéseinek listája

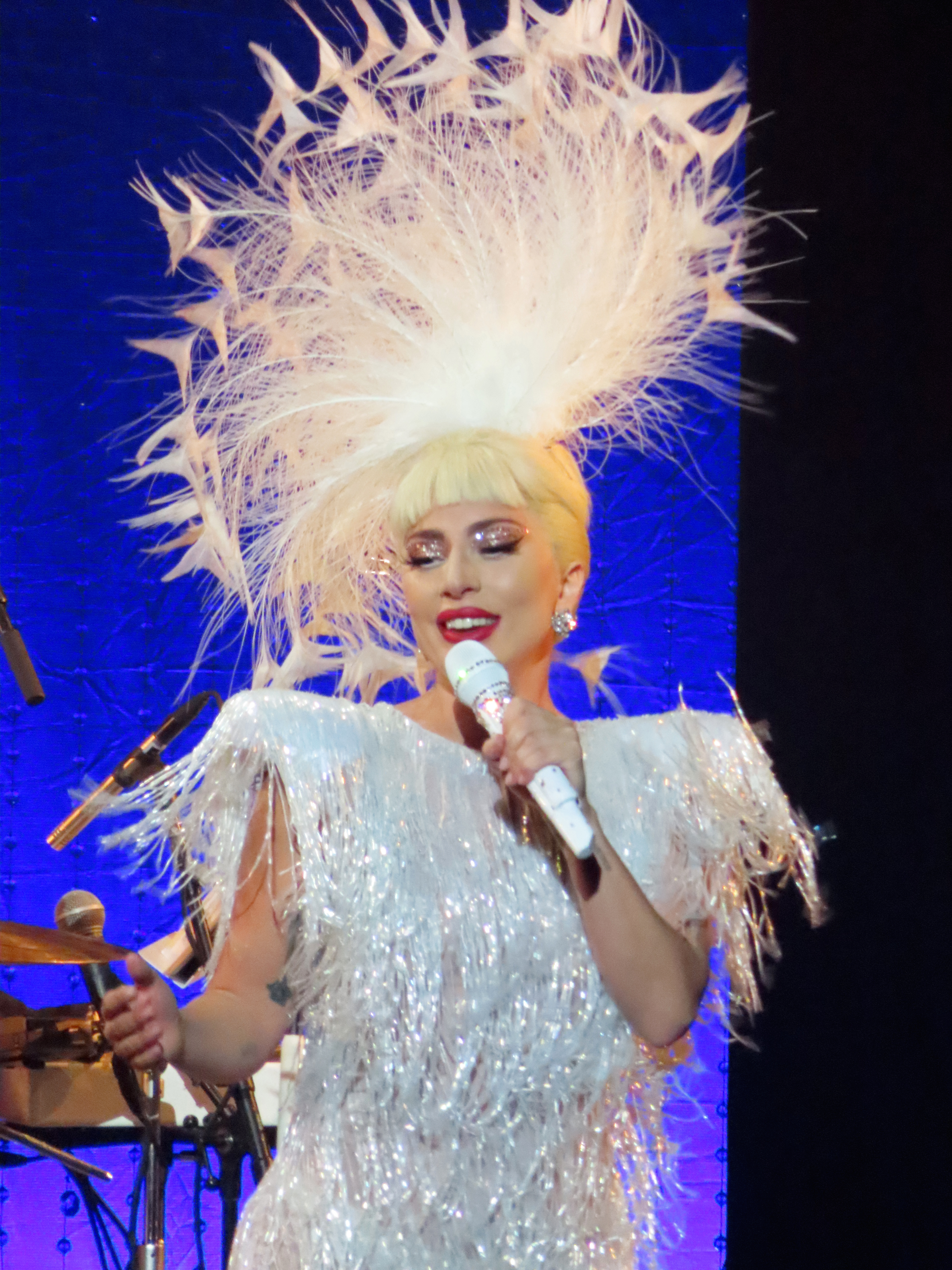
Lady Gaga fellépés közben egyik Jazz & Piano koncertjén Las Vegas-ban, 2022-ben

Lady Gaga amerikai énekesnő ezidáig hat turnét hirdetett meg, valamint számos díjkiosztó gálán és televíziós műsorban lépett fel. Debütáló kislemezét, a Just Dance-et olyan díjátadókon és televíziós műsorokban népszerűsítette, mint a 2008-as Miss Universe és a So You Think You Can Dance. Karrierje kezdetén Gaga előzenekarként lépett fel a New Kids on the Block és a Pussycat Dolls koncertjei előtt. 2009 márciusában indult útjára Gaga első önálló koncertsorozata, a The Fame Ball Tour, amely egészen 2009 szeptemberéig tartott. Miután Kanye Westtel közös, Fame Kills: Starring Kanye West and Lady Gaga elnevezésű turnéját lemondták, Gaga meghirdette második világ körüli turnéját, amely a The Monster Ball Tour címet kapta. A 2009-ben kiadott The Fame Monster című középlemezét népszerűsítő koncertsorozat kiemelkedő kritikai sikerekben részesült és 227,4 millió dolláros bevételt hozott, amivel minden idők egyik legjövedelmezőbb turnéjává vált debütáló előadótól. Az album dalait Gaga számos díjátadó gálán is előadta, mint például a 2009-es American Music Awardson, az 52. Grammy-gálán és a 2010-es Brit Awardson. A 2010-es Billboard Touring Awards eseményén Gaga bizonyult a legjobb új turnézó előadónak.
Második, Born This Way című stúdióalbumának címadó dalát Gaga először az 53. Grammy-gála színpadán adta elő, ahol egy tojásszerű tartályból emelkedett ki. Az album You and I című dalát saját férfi alteregója, Jo Calderone képében adta elő a 2011-es MTV Video Music Awardson. 2012 áprilisában indult útjára az albumot népszerűsítő Born This Way Ball turné, ami kritikai és kereskedelmi szempontból egyaránt sikeresen teljesített, vallási tartalma miatt azonban számos országban tiltakozásokat váltott ki. 2013 elején a turné fennmaradó dátumait a szervezők eltörölték Gaga csípőműtétje miatt. A 2012-es Billboard Touring Awardson Gaga megkapta az év turnéja elismerést az Eventful Fan’s Choice kategóriában.
Gaga több dalt is előadott a 2013-as Artpop című harmadik nagylemezéről az ArtRave elnevezésű kétnapos promóciós eseményen. 2014-ben hirdette meg első rezidencia-koncertsorozatát, amely során hét koncertet adott a New York-i Roseland Ballroomban. Később ugyanabban az évben elindult az énekesnő negyedik önálló turnéja, az ArtRave: The Artpop Ball. A turné általában pozitív fogadtatásban részesült a szakértők felől, akik közül többen összefüggéstelensége miatt kritizálták. Miután 2014 szeptemberében megjelent a Tony Bennett-tel közös Cheek to Cheek című jazzalbuma, a páros az év végén elindította a Cheek to Cheek Tour elnevezésű közös koncertsorozatát, amely egészen 2015 augusztusáig tartott. A turné elnyerte a kritikusok tetszését, valamint a Vulture magazin az év turnéjának választotta. 2015-ben a Billboard Music Awardson Gaga harmadszorra is megkapta jelölését „a legjobb turnézó előadó” kategóriában.
Gaga A muzsika hangja előtt tisztelegve lépett fel a 87. Oscar-gálán 2015 februárjában. A Billboard magazin az énekesnő egyik legjobb fellépésének nevezte meg, amelyről percenként több mint 214 ezer interakció született világszerte a Facebook közösségi portálon. 2015-ben Gaga kiadta a Till It Happens to You című dalt, melyet elő is adott a 2015-ös Billboard Women in Music elnevezésű eseményen, illetve a 2015-ös Producers Guild of America éves díjkiosztóján, valamint a 88. Oscar-gálán. 2016-ban elénekelte az amerikai himnuszt a Super Bowl 50-n. A februárban megtartott 58. Grammy-gálán Gaga az Intellel és Nile Rodgersszel együttműködve David Bowie előtt tisztelgett előadásával. 2016 novemberében Million Reasons című dalával Gaga fellépett az American Music Awards díjkiosztó gálán. 2017. február 5-én Gaga a Super Bowl LI félidei showjának fellépője volt, amelyről később összesen 5,1 millió tweet született, így a műsor történetében a legtöbbet kibeszélt előadó volt. Ötödik, Joanne című stúdióalbumának népszerűsítésére Gaga 2017 augusztusában útjának indította a Joanne World Tour turnét.
2018 és 2024 között Gaga Las Vegasban adott koncerteket Lady Gaga Enigma + Jazz & Piano című rezidenciája jóvoltából. Az A Star Is Born filmzenei album Shallow című dalával fellépett a 61. Grammy-gálán, illetve a 91. Oscar-gálán. A 2020-as MTV Video Music Awardson Gaga egy egyveleget adott elő 2020-as Chromatica című hatodik stúdióalbumának dalaiból. A Covid19-járvány miatti többszöri halasztás után 2022 nyarán útnak indult a The Chromatica Ball elnevezésű turnéjával. A 95. Oscar-díjátadón a Hold My Hand című dalt énekelte el egy visszafogottabb feldolgozásban.

## Koncertturnék

### Önálló előadóként
| Cím                      | Időtartam                                | Népszerűsített album | Kontinens(ek)                                           | Koncertek | Látogatottság | Bevétel      | Korrigált bevétel (2025 dollár) | For.   |
| ------------------------ | ---------------------------------------- | -------------------- | ------------------------------------------------------- | --------- | ------------- | ------------ | ------------------------------- | ------ |
| The Fame Ball Tour       | 2009. március 12. – 2009. szeptember 29. | The Fame             | Észak-Amerika Európa Óceánia Ázsia                      | 71        | N/A           | $3 150 000   | $4 473 616                      | [ 8 ]  |
| The Monster Ball Tour    | 2009. november 27. – 2011. május 6.      | The Fame Monster     | Észak-Amerika Európa Óceánia Ázsia                      | 203       | 1 583 999     | $227 400 000 | $307 999 172                    | [ 9 ]  |
| Born This Way Ball       | 2012. április 27. – 2013. február 11.    | Born This Way        | Ázsia Óceánia Európa Latin-Amerika Afrika Észak-Amerika | 98        | 1 692 693     | $183 900 000 | $240 541 200                    | [ 10 ] |
| ArtRave: The Artpop Ball | 2014. május 4. – 2014. november 24.      | Artpop               | Észak-Amerika Ázsia Óceánia Európa                      | 79        | 920 088       | $83 000 000  | $106 824 290                    | [ 11 ] |
| Joanne World Tour        | 2017. augusztus 1. – 2018. február 1.    | Joanne               | Észak-Amerika Európa                                    | 49        | 841 935       | $94 900 000  | $115 147 681                    | [ 12 ] |
| The Chromatica Ball      | 2022. július 17. – 2022. szeptember 17.  | Chromatica           | Európa Észak-Amerika Ázsia                              | 20        | 834 000       | $112 400 000 | $117 026 882                    | [ 13 ] |
| The Mayhem Ball          | 2025. július 16. – 2026. január 30.      | Mayhem               | Észak-Amerika Európa Ausztrália Ázsia                   | 63        | —             | —            | —                               | [ 14 ] |

### Társelőadóként
| Cím                 | Társelőadó   | Időtartam                               | Népszerűsített album | Kontinens(ek)        | Koncertek | Látogatottság | Bevétel     | Korrigált bevétel (2025 dollár) | For.   |
| ------------------- | ------------ | --------------------------------------- | -------------------- | -------------------- | --------- | ------------- | ----------- | ------------------------------- | ------ |
| Cheek to Cheek Tour | Tony Bennett | 2014. december 30. – 2015. augusztus 1. | Cheek to Cheek       | Észak-Amerika Európa | 36        | 176 267       | $15 300 000 | $19 666 826                     | [ 15 ] |

## Koncertrezidenciák
| Cím                                 | Időtartam                            | Helyszín                     | Koncertek | Látogatottság | Bevétel      | Korrigált bevétel (2025 dollár) | For.   |
| ----------------------------------- | ------------------------------------ | ---------------------------- | --------- | ------------- | ------------ | ------------------------------- | ------ |
| Lady Gaga Live at Roseland Ballroom | 2014. március 28. – 2014. április 7. | Roseland Ballroom, New York  | 7         | 24 532        | $1 520 000   | $1 956 300                      | [ 16 ] |
| Lady Gaga Enigma + Jazz & Piano     | 2018. december 28. – 2024. július 6. | Dolby Live, Paradise, Nevada | 72        | 376 652       | $110 041 261 | $110 774 673                    | [ 17 ] |

## Promóciós koncertek
| Cím                                                   | Dátum                                   | Helyszín(ek)                                            | Előadott dal(ok) | For.          |
| ----------------------------------------------------- | --------------------------------------- | ------------------------------------------------------- | --- | ------------- |
| Lady GaGa and the Starlight Revue (Lady Starlighttal) | 2007. április 24. – 2008. február 14.   | New York                                                | Beautiful, Dirty, Rich Paparazzi Just Dance | [ 18 ]        |
| Just Dance Promo Tour                                 | 2008. március 27. – 2009. március 11.   | Észak-Amerika Európa Ausztrália                         | LoveGame Eh, Eh (Nothing Else I Can Say) Poker Face Beautiful, Dirty, Rich Paparazzi Just Dance | [ 19 ]        |
| Born This Way Showcase                                | 2011. július 3.                         | Tajcsung, Tajvan (Fulfillment Amphitheater)             | Born This Way Just Dance Poker Face Telephone Alejandro You and I Hair Bad Romance The Edge of Glory Judas | [ 20 ]        |
| Born This Way Showcase                                | 2011. július 7.                         | Szingapúr (Marina Bay Sands Expo and Convention Centre) | Born This Way Just Dance Poker Face Telephone Alejandro You and I Hair Bad Romance The Edge of Glory Judas | [ 21 ]        |
| Born This Way Showcase                                | 2011. július 13.                        | Sydney, Ausztrália (Sydney Town Hall)                   | Born This Way Just Dance Poker Face Telephone Alejandro You and I Hair Bad Romance The Edge of Glory Judas | [ 22 ]        |
| ArtRave                                               | 2013. november 10. – 2013. november 11. | New York (Duggal Greenhouse)                            | Aura Artpop Venus Manicure Sexxx Dreams Gypsy Dope Applause Do What U Want | [ 23 ]        |
| Cheek to Cheek Live (Tony Bennett-tel)                | 2014. július 28.                        | New York (Jazz at Lincoln Center)                       | Anything Goes Cheek to Cheek They All Laughed Nature Boy Goody Goody Bang Bang (My Baby Shot Me Down) Bewitched, Bothered and Bewildered Firefly I Won’t Dance I Can’t Give You Anything but Love Lush Life Let’s Face the Music and Dance Ev’ry Time We Say Goodbye But Beautiful It Don’t Mean a Thing (If It Ain’t Got That Swing)                              | [ 24 ]        |
| Cheek to Cheek Live (Tony Bennett-tel)                | 2014. szeptember 22.                    | Brüsszel, Belgium (Grand-Place)                         | They All Laughed But Beautiful Anything Goes Bewitched, Bothered and Bewildered I Can’t Give You Anything but Love Lush Life It Don’t Mean a Thing (If It Ain’t Got That Swing) ( Tony Bennett -tel) Ev’ry Time We Say Goodbye | [ 25 ]        |
| Dive Bar Tour                                         | 2016. október 5.                        | Nashville, Tennessee (The 5 Spot)                       | Sinner’s Prayer A-Yo Million Reasons Perfect Illusion | [ 26 ]        |
| Dive Bar Tour                                         | 2016. október 20.                       | New York (The Bitter End)                               | Diamond Heart A-Yo Joanne Grigio Girls Million Reasons Just Another Day | [ 27 ]        |
| Dive Bar Tour                                         | 2016. október 20.                       | New York (The Bitter End)                               | Joanne Angel Down (Előadás az épület tetején a koncert után) | [ 27 ]        |
| Dive Bar Tour                                         | 2016. október 27.                       | Los Angeles (The Satellite)                             | Come to Mama A-Yo John Wayne Million Reasons Angel Down Joanne Perfect Illusion | [ 28 ]        |
| An Intimate Evening with Lady Gaga                    | 2016. december 30.                      | Paradise, Nevada (Encore at Wynn Las Vegas)             | New York, New York Coquette Is You Is or Is You Ain’t My Baby Call Me Irresponsible Firefly Bewitched, Bothered and Bewildered Ev’ry Time We Say Goodbye I Can’t Give You Anything but Love Bang Bang (My Baby Shot Me Down) Let’s Face the Music and Dance What a Diff’rence a Day Makes Bad Romance Million Reasons The Lady Is a Tramp La Vie en rose           | [ 29 ] [ 30 ] |
| One Last Time (Tony Bennett-tel)                      | 2021. augusztus 3.                      | New York (Radio City Music Hall)                        | Luck Be a Lady Orange Colored Sky Call Me Irresponsible Someone to Watch Over Me I Can’t Give You Anything but Love Bang Bang (My Baby Shot Me Down) Coquette What a Diff’rence a Day Makes La Vie en rose Let’s Do It New York, New York Happy Birthday to You The Lady Is a Tramp Anything Goes Love for Sale It Don’t Mean a Thing (If It Ain’t Got That Swing) | [ 31 ]        |
| One Last Time (Tony Bennett-tel)                      | 2021. augusztus 5.                      | New York (Radio City Music Hall)                        | Luck Be a Lady Orange Colored Sky Call Me Irresponsible Someone to Watch Over Me I Can’t Give You Anything but Love Bang Bang (My Baby Shot Me Down) Coquette What a Diff’rence a Day Makes La Vie en rose Let’s Do It New York, New York Happy Birthday to You The Lady Is a Tramp Anything Goes Love for Sale It Don’t Mean a Thing (If It Ain’t Got That Swing) | [ 31 ]        |
| Harlequin Secret Show                                 | 2024. szeptember 30.                    | Los Angeles (The Belasco)                               | Good Morning Get Happy (2024) Oh, When the Saints World on a String If My Friends Could See Me Now That’s Entertainment Smile The Joker Folie à Deux Gonna Build a Mountain Die with a Smile Close to You Happy Mistake That’s Life | [ 32 ]        |
| Mayhem promóciós koncertek                            | 2025. április 26.                       | Mexikóváros (Estadio GNP Seguros)                       | Bloody Mary Abracadabra Judas Scheiße Garden of Eden Poker Face Perfect Celebrity Disease Paparazzi Alejandro The Beast Killah Zombieboy Die with a Smile How Bad Do U Want Me Shadow of a Man Kill for Love Born This Way Blade of Grass [ b ] Shallow Vanish into You Bad Romance                                                                                | [ 33 ]        |
| Mayhem promóciós koncertek                            | 2025. április 27.                       | Mexikóváros (Estadio GNP Seguros)                       | Bloody Mary Abracadabra Judas Scheiße Garden of Eden Poker Face Perfect Celebrity Disease Paparazzi Alejandro The Beast Killah Zombieboy Die with a Smile How Bad Do U Want Me Shadow of a Man Kill for Love Born This Way Blade of Grass [ b ] Shallow Vanish into You Bad Romance                                                                                | [ 33 ]        |
| Mayhem promóciós koncertek                            | 2025. május 3.                          | Rio de Janeiro (Copacabana Beach)                       | Bloody Mary Abracadabra Judas Scheiße Garden of Eden Poker Face Perfect Celebrity Disease Paparazzi Alejandro The Beast Killah Zombieboy Die with a Smile How Bad Do U Want Me Shadow of a Man Kill for Love Born This Way Blade of Grass [ b ] Shallow Vanish into You Bad Romance                                                                                | [ 34 ]        |
| Mayhem promóciós koncertek                            | 2025. május 18.                         | Szingapúr (Nemzeti Stadion)                             | Bloody Mary Abracadabra Judas Scheiße Garden of Eden Poker Face Perfect Celebrity Disease Paparazzi Alejandro The Beast Killah Zombieboy Die with a Smile How Bad Do U Want Me Shadow of a Man Kill for Love Born This Way Blade of Grass [ b ] Shallow Vanish into You Bad Romance                                                                                | [ 35 ]        |
| Mayhem promóciós koncertek                            | 2025. május 19.                         | Szingapúr (Nemzeti Stadion)                             | Bloody Mary Abracadabra Judas Scheiße Garden of Eden Poker Face Perfect Celebrity Disease Paparazzi Alejandro The Beast Killah Zombieboy Die with a Smile How Bad Do U Want Me Shadow of a Man Kill for Love Born This Way Blade of Grass [ b ] Shallow Vanish into You Bad Romance                                                                                | [ 35 ]        |
| Mayhem promóciós koncertek                            | 2025. május 21.                         | Szingapúr (Nemzeti Stadion)                             | Bloody Mary Abracadabra Judas Scheiße Garden of Eden Poker Face Perfect Celebrity Disease Paparazzi Alejandro The Beast Killah Zombieboy Die with a Smile How Bad Do U Want Me Shadow of a Man Kill for Love Born This Way Blade of Grass [ b ] Shallow Vanish into You Bad Romance                                                                                | [ 35 ]        |
| Mayhem promóciós koncertek                            | 2025. május 24.                         | Szingapúr (Nemzeti Stadion)                             | Bloody Mary Abracadabra Judas Scheiße Garden of Eden Poker Face Perfect Celebrity Disease Paparazzi Alejandro The Beast Killah Zombieboy Die with a Smile How Bad Do U Want Me Shadow of a Man Kill for Love Born This Way Blade of Grass [ b ] Shallow Vanish into You Bad Romance                                                                                | [ 35 ]        |

## Zenei fesztiválok
| Dátum                | Esemény                     | Helyszín                                          | Előadott dal(ok) | For.          |
| -------------------- | --------------------------- | ------------------------------------------------- | --- | ------------- |
| 2007. augusztus 4.   | Lollapalooza                | Chicago, Illinois (Grant Park)                    | Summerboy Disco Heaven Dirty Ice Cream Blueberry Kisses Fooled Me Again ( Lady Starlighttal ) | [ 36 ]        |
| 2009. december 5.    | Capital FM Jingle Bell Ball | London, Anglia (The O2 Arena)                     | Just Dance LoveGame Poker Face Paparazzi Teeth Bad Romance | [ 37 ]        |
| 2011. május 15.      | BBC Radio 1’s Big Weekend   | Carlisle, Anglia (Carlisle Airport)               | Born This Way Bad Romance Telephone / Poker Face / Alejandro Orange Colored Sky Speechless The Edge of Glory You and I Americano Just Dance Judas                                                                                                | [ 38 ]        |
| 2011. szeptember 24. | iHeartRadio Music Festival  | Las Vegas, Nevada (MGM Grand Garden Arena)        | Scheiße Judas Bad Romance Just Dance LoveGame Poker Face Hair You and I Alejandro Telephone Paparazzi Stand by Me / King of Pain ( Stinggel ) The Edge of Glory Born This Way                                                                    | [ 39 ]        |
| 2011. december 3.    | KIIS-FM Jingle Ball         | Los Angeles, Kalifornia (Nokia Theatre L.A. Live) | The Edge of Glory Bad Romance Just Dance Poker Face Telephone Judas White Christmas You and I Hair Born This Way Marry the Night | [ 40 ]        |
| 2011. december 9.    | Z100 Jingle Ball            | New York (Madison Square Garden)                  | The Edge of Glory Bad Romance Just Dance Poker Face Telephone Judas White Christmas You and I Hair Born This Way Marry the Night | [ 41 ]        |
| 2013. szeptember 1.  | iTunes Festival             | London, Anglia (Roundhouse)                       | Aura Manicure Artpop Jewels n’ Drugs ( Too Shorttal és Twistával ) Sexxx Dreams Swine I Wanna Be with You Applause | [ 42 ]        |
| 2013. december 8.    | Capital FM Jingle Bell Ball | London, Anglia (The O2 Arena)                     | Poker Face Just Dance Bad Romance Born This Way Aura Artpop Do What U Want Applause | [ 43 ]        |
| 2014. március 13.    | SXSW                        | Austin, Texas (Stubb's Bar-B-Q)                   | Aura ( Zedd -del) Manicure Jewels n’ Drugs (Twistával) Swine ( Millie Brownnal ) Dope Bad Romance Monster for Life Applause Gypsy | [ 44 ]        |
| 2017. április 14.    | Coachella                   | Indio, Kalifornia (Empire Polo Club)              | Scheiße LoveGame John Wayne Just Dance Born This Way Venus A-Yo Sexxx Dreams Telephone Alejandro Teeth The Cure The Edge of Glory Speechless You and I Million Reasons ( Andrelli Remix) Poker Face Bad Romance                                  | [ 45 ]        |
| 2017. április 21.    | Coachella                   | Indio, Kalifornia (Empire Polo Club)              | Scheiße LoveGame John Wayne Just Dance Born This Way Venus A-Yo Sexxx Dreams Telephone Alejandro Teeth The Cure The Edge of Glory Speechless You and I Million Reasons ( Andrelli Remix) Poker Face Bad Romance                                  | [ 45 ]        |
| 2025. április 11.    | Coachella                   | Indio, Kalifornia (Empire Polo Club)              | Bloody Mary Abracadabra Judas Scheiße Garden of Eden Poker Face Perfect Celebrity Disease Paparazzi Alejandro The Beast Killah Zombieboy Die with a Smile How Bad Do U Want Me Shadow of a Man Born This Way Shallow Vanish into You Bad Romance | [ 46 ] [ 47 ] |
| 2025. április 18.    | Coachella                   | Indio, Kalifornia (Empire Polo Club)              | Bloody Mary Abracadabra Judas Scheiße Garden of Eden Poker Face Perfect Celebrity Disease Paparazzi Alejandro The Beast Killah Zombieboy Die with a Smile How Bad Do U Want Me Shadow of a Man Born This Way Shallow Vanish into You Bad Romance | [ 46 ] [ 47 ] |

## Díjkiosztó gálák
| Dátum                | Esemény                                           | Helyszín                                              | Előadott dal(ok) | For.   |
| -------------------- | ------------------------------------------------- | ----------------------------------------------------- | --- | ------ |
| 2008. június 7.      | 2008-as NewNowNext Awards                         | New York (MTV Studios)                                | Just Dance | [ 48 ] |
| 2009. február 18.    | 2009-es Brit Awards                               | London, Anglia (Earls Court)                          | What Have I Done to Deserve This? West End Girls (A Pet Shop Boys -zal és Brandon Flowers -szel)                                                                       | [ 49 ] |
| 2009. június 21.     | 2009-es MuchMusic Video Awards                    | Toronto, Kanada (299 Queen Street West)               | LoveGame Poker Face | [ 50 ] |
| 2009. szeptember 13. | 2009-es MTV Video Music Awards                    | New York (Radio City Music Hall)                      | Poker Face / Paparazzi | [ 51 ] |
| 2009. november 22.   | 2009-es American Music Awards                     | Los Angeles, Kalifornia (Nokia Theatre)               | Bad Romance Speechless | [ 52 ] |
| 2010. január 31.     | 52. Grammy-gála                                   | Los Angeles, Kalifornia (Staples Center)              | Poker Face Speechless / Your Song ( Elton Johnnal ) | [ 48 ] |
| 2010. február 16.    | 2010-es Brit Awards                               | London, Anglia (Earls Court)                          | Telephone / Dance in the Dark | [ 53 ] |
| 2011. február 13.    | 53. Grammy-gála                                   | Los Angeles, Kalifornia (Staples Center)              | Born This Way | [ 48 ] |
| 2011. június 19.     | 2011-es MuchMusic Video Awards                    | Toronto, Kanada (299 Queen Street West)               | The Edge of Glory Born This Way | [ 54 ] |
| 2011. június 25.     | 2011-es MTV Video Music Aid Japan                 | Csiba, Japán (Makuhari Messe)                         | The Edge of Glory Born This Way | [ 55 ] |
| 2011. augusztus 28.  | 2011-es MTV Video Music Awards                    | Los Angeles, Kalifornia (Nokia Theatre)               | You and I (Brian May-jel) | [ 56 ] |
| 2011. november 6.    | 2011-es MTV Europe Music Awards                   | Belfast, Észak-Írország (Odyssey Arena)               | Marry the Night | [ 57 ] |
| 2011. november 10.   | 2011-es Bambi Award                               | Wiesbaden, Németország (Rhein-Main Halle)             | Marry the Night | [ 58 ] |
| 2013. augusztus 25.  | 2013-as MTV Video Music Awards                    | New York (Barclays Center)                            | Applause | [ 59 ] |
| 2013. november 3.    | 2013-as YouTube Music Awards                      | New York (Pier 36)                                    | Dope | [ 60 ] |
| 2013. november 24.   | 2013-as American Music Awards                     | Los Angeles, Kalifornia (Nokia Theatre)               | Do What U Want (R. Kelly-vel) | [ 61 ] |
| 2014. december 7.    | 37. Kennedy Center Honors                         | Washington, D.C. (Kennedy Center)                     | If I Ever Lose My Faith in You | [ 62 ] |
| 2015. február 8.     | 57. Grammy-gála                                   | Los Angeles, Kalifornia (Staples Center)              | Cheek to Cheek (Tony Bennett-tel) | [ 63 ] |
| 2015. február 22.    | 87. Oscar-gála                                    | Hollywood, Kalifornia (Dolby Theatre)                 | The Sound of Music My Favorite Things Edelweiss Climb Ev’ry Mountain ( A muzsika hangja előtt tisztelegve)                                                             | [ 64 ] |
| 2015. június 18.     | 46. Songwriters Hall of Fame beiktatási ceremónia | New York (Marriott Marquis)                           | What’s Up? | [ 65 ] |
| 2015. december 18.   | 2015-ös Billboard Women in Music                  | New York (Cipriani Wall Street)                       | Til It Happens to You | [ 66 ] |
| 2016. január 23.     | 2015-ös Producers Guild of America Awards         | Los Angeles, Kalifornia (Hyatt Regency Century Plaza) | Til It Happens to You | [ 67 ] |
| 2016. február 15.    | 58. Grammy-gála                                   | Los Angeles, Kalifornia (Staples Center)              | Space Oddity Changes Ziggy Stardust Suffragette City Rebel Rebel Fashion Fame Under Pressure Let’s Dance Heroes ( Nile Rodgers -szel) ( David Bowie előtt tisztelegve) | [ 68 ] |
| 2016. február 28.    | 88. Oscar-gála                                    | Hollywood, Kalifornia (Dolby Theatre)                 | Til It Happens to You | [ 69 ] |
| 2016. november 20.   | 2016-os American Music Awards                     | Los Angeles, Kalifornia (Microsoft Theater)           | Million Reasons | [ 70 ] |
| 2017. február 12.    | 59. Grammy-gála                                   | Los Angeles, Kalifornia (Staples Center)              | Moth into Flame (a Metallicával) | [ 71 ] |
| 2017. november 19.   | 2017-es American Music Awards                     | Los Angeles, Kalifornia (Microsoft Theater)           | The Cure | [ 73 ] |
| 2018. január 28.     | 60. Grammy-gála                                   | New York (Madison Square Garden)                      | Joanne Million Reasons ( Mark Ronsonnal ) | [ 74 ] |
| 2019. február 10.    | 61. Grammy-gála                                   | Los Angeles, Kalifornia (Staples Center)              | Shallow (Mark Ronsonnal, Andrew Wyatt-tel és Anthony Rossomandóval) | [ 75 ] |
| 2019. február 24.    | 91. Oscar-gála                                    | Hollywood, Kalifornia (Dolby Theatre)                 | Shallow (Bradley Cooperrel) | [ 76 ] |
| 2020. augusztus 30.  | 2020-as MTV Video Music Awards                    | New York (MTV Headquarters)                           | Chromatica II / 911 Rain on Me ( Ariana Grandéval ) Stupid Love | [ 77 ] |
| 2022. április 3.     | 64. Grammy-gála                                   | Paradise, Nevada (MGM Grand Garden Arena)             | Love for Sale Do I Love You | [ 78 ] |
| 2023. március 12.    | 95. Oscar-gála                                    | Hollywood, Kalifornia (Dolby Theatre)                 | Hold My Hand | [ 79 ] |
| 2025. február 2.     | 67. Grammy-gála                                   | Los Angeles, Kalifornia (Crypto.com Arena)            | California Dreamin’ (Bruno Marssal; tisztelgés Los Angeles előtt) | [ 80 ] |

## Televíziós műsorok és különkiadások
| † | Lady Gaga által készített vagy gyártott televíziós különkiadásokat jelöli |

| Dátum                | Műsor, esemény                                                            | Ország             | Előadott dal(ok) | For.    |
| -------------------- | ------------------------------------------------------------------------- | ------------------ | --- | ------- |
| 2008. július 15.     | So You Think You Can Dance                                                | Egyesült Államok   | Just Dance | [ 81 ]  |
| 2008. augusztus 20.  | MuchOnDemand                                                              | Kanada             | Just Dance LoveGame | [ 82 ]  |
| 2008. augusztus 29.  | The Dome                                                                  | Németország        | Just Dance | [ 83 ]  |
| 2008. augusztus 30.  | Sommarkrysset                                                             | Svédország         | LoveGame Brown Eyes Just Dance | [ 84 ]  |
| 2008. szeptember 26. | Sunrise                                                                   | Ausztrália         | Just Dance | [ 85 ]  |
| 2008. szeptember 28. | Rove                                                                      | Ausztrália         | Just Dance | [ 86 ]  |
| 2008. október 23.    | Jimmy Kimmel Live!                                                        | Egyesült Államok   | Just Dance Poker Face | [ 87 ]  |
| 2008. október 29.    | Good Day New York                                                         | Egyesült Államok   | Just Dance | [ 88 ]  |
| 2008. december 1.    | The Ellen DeGeneres Show                                                  | Egyesült Államok   | Just Dance | [ 89 ]  |
| 2008. december 31.   | New Year’s Eve Live                                                       | Egyesült Államok   | Just Dance | [ 90 ]  |
| 2009. január 8.      | The Tonight Show with Jay Leno                                            | Egyesült Államok   | Just Dance | [ 91 ]  |
| 2009. január 16.     | GMTV                                                                      | Egyesült Királyság | Just Dance | [ 92 ]  |
| 2009. január 18.     | T4                                                                        | Egyesült Királyság | Just Dance Poker Face | [ 93 ]  |
| 2009. január 18.     | The Sunday Night Project                                                  | Egyesült Királyság | Just Dance | [ 94 ]  |
| 2009. január 18.     | MTV Spanking New Session                                                  | Egyesült Királyság | Beautiful, Dirty, Rich LoveGame Poker Face Just Dance | [ 95 ]  |
| 2009. január 28.     | Freshly Squeezed                                                          | Egyesült Királyság | Just Dance Poker Face | [ 96 ]  |
| 2009. január 31.     | Tubridy Tonight                                                           | Írország           | Just Dance | [ 97 ]  |
| 2009. február 4.     | The Album Chart Show                                                      | Egyesült Királyság | Beautiful, Dirty, Rich LoveGame Paparazzi Poker Face Just Dance | [ 98 ]  |
| 2009. február 4.     | The Dome                                                                  | Németország        | Just Dance Poker Face | [ 99 ]  |
| 2009. február 20.    | Fama ¡A Bailar!                                                           | Spanyolország      | Just Dance | [ 100 ] |
| 2009. március 5.     | No disparen al pianista                                                   | Spanyolország      | Poker Face Just Dance | [ 101 ] |
| 2009. március 10.    | The View                                                                  | Egyesült Államok   | Just Dance | [ 102 ] |
| 2009. március 29.    | Star Académie                                                             | Kanada             | Poker Face | [ 103 ] |
| 2009. április 1.     | American Idol                                                             | Egyesült Államok   | Poker Face | [ 104 ] |
| 2009. április 16.    | Friday Night with Jonathan Ross                                           | Egyesült Királyság | Poker Face | [ 105 ] |
| 2009. április 18.    | Schlag den Raab                                                           | Németország        | Poker Face | [ 106 ] |
| 2009. április 19.    | Quelli che... il Calcio                                                   | Olaszország        | Poker Face | [ 107 ] |
| 2009. április 20.    | The Paul O'Grady Show                                                     | Egyesült Királyság | Poker Face | [ 108 ] |
| 2009. április 22.    | Mooi! Weer De Leeuw                                                       | Hollandia          | Poker Face | [ 109 ] |
| 2009. április 23.    | Le Grand Journal                                                          | Franciaország      | Poker Face | [ 110 ] |
| 2009. április 24.    | LOS40 Primavera Pop                                                       | Spanyolország      | Just Dance Poker Face | [ 111 ] |
| 2009. április 28.    | SWR3 Late Night                                                           | Németország        | LoveGame Beautiful, Dirty, Rich The Fame Eh, Eh (Nothing Else I Can Say) Poker Face (Akusztikus verzió) Paparazzi Just Dance Poker Face | [ 112 ] |
| 2009. május 11.      | The Ellen DeGeneres Show                                                  | Egyesült Államok   | Poker Face | [ 113 ] |
| 2009. május 12.      | Dancing with the Stars                                                    | Egyesült Államok   | LoveGame Just Dance | [ 114 ] |
| 2009. május 17.      | Rove                                                                      | Ausztrália         | LoveGame | [ 115 ] |
| 2009. május 25.      | Live at the Chapel                                                        | Ausztrália         | Paparazzi LoveGame The Fame Eh, Eh (Nothing Else I Can Say) Just Dance Poker Face | [ 116 ] |
| 2009. június 12.     | Music Station                                                             | Japán              | Just Dance | [ 117 ] |
| 2009. június 18.     | M Countdown                                                               | Dél-Korea          | Just Dance | [ 118 ] |
| 2009. július 16.     | GMTV                                                                      | Egyesült Királyság | Paparazzi | [ 119 ] |
| 2009. augusztus 5.   | SUKKIRI!                                                                  | Japán              | Poker Face | [ 120 ] |
| 2009. augusztus 28.  | Music Japan Overseas                                                      | Japán              | Just Dance | [ 121 ] |
| 2009. szeptember 8.  | The Ellen DeGeneres Show                                                  | Egyesült Államok   | LoveGame | [ 122 ] |
| 2009. szeptember 10. | Taratata                                                                  | Franciaország      | Eh, Eh (Nothing Else I Can Say) Maple Leaf Rag Poker Face | [ 123 ] |
| 2009. október 3.     | Saturday Night Live                                                       | Egyesült Államok   | Paparazzi LoveGame / Bad Romance / Poker Face | [ 124 ] |
| 2009. november 16.   | Gossip Girl – 3. évad („The Last Days of Disco Stick”)                    | Egyesült Államok   | Bad Romance | [ 125 ] |
| 2009. november 23.   | The Tonight Show with Jay Leno                                            | Egyesült Államok   | Bad Romance | [ 126 ] |
| 2009. november 27.   | The Ellen DeGeneres Show                                                  | Egyesült Államok   | Bad Romance Speechless | [ 127 ] |
| 2009. december 6.    | The X Factor UK                                                           | Egyesült Királyság | Bad Romance | [ 128 ] |
| 2009. december 7.    | Royal Variety Performance                                                 | Egyesült Királyság | Speechless | [ 129 ] |
| 2010. január 15.     | The Oprah Winfrey Show                                                    | Egyesült Államok   | Monster / Bad Romance Speechless | [ 130 ] |
| 2010. március 2.     | Friday Night with Jonathan Ross                                           | Egyesült Királyság | Brown Eyes Telephone | [ 131 ] |
| 2010. április 16.    | Music Station                                                             | Japán              | Telephone | [ 132 ] |
| 2010. május 5.       | American Idol                                                             | Egyesült Államok   | Bad Romance Alejandro | [ 133 ] |
| 2010. július 9.      | Today                                                                     | Egyesült Államok   | Someone to Watch Over Me Bad Romance You and I Alejandro Teeth | [ 134 ] |
| 2011. április 28.    | The Ellen DeGeneres Show                                                  | Egyesült Államok   | Judas | [ 135 ] |
| 2011. május 5.       | The Oprah Winfrey Show                                                    | Egyesült Államok   | Born This Way You and I | [ 136 ] |
| 2011. május 7.       | Lady Gaga Presents the Monster Ball Tour: At Madison Square Garden †      | Egyesült Államok   | Dance in the Dark Glitter and Grease Just Dance Beautiful, Dirty, Rich The Fame LoveGame Boys Boys Boys Money Honey Telephone Speechless You and I So Happy I Could Die Monster Teeth Alejandro Poker Face Paparazzi Bad Romance Born This Way                   | [ 137 ] |
| 2011. május 11.      | Le Grand Journal                                                          | Franciaország      | Judas | [ 138 ] |
| 2011. május 13.      | The Graham Norton Show                                                    | Egyesült Királyság | Born This Way Judas | [ 139 ] |
| 2011. május 21.      | Saturday Night Live                                                       | Egyesült Államok   | The Edge of Glory / Judas Born This Way | [ 140 ] |
| 2011. május 25.      | American Idol                                                             | Egyesült Államok   | The Edge of Glory | [ 141 ] |
| 2011. május 27.      | Good Morning America                                                      | Egyesült Államok   | Bad Romance The Edge of Glory Judas Born This Way Hair | [ 142 ] |
| 2011. június 9.      | Germany’s Next Topmodel                                                   | Németország        | Scheiße Born This Way The Edge of Glory | [ 143 ] |
| 2011. június 13.     | The X Factor France                                                       | Franciaország      | The Edge of Glory Judas | [ 144 ] |
| 2011. június 15.     | Le Grand Journal                                                          | Franciaország      | The Edge of Glory | [ 145 ] |
| 2011. június 17.     | Paul O’Grady Live                                                         | Egyesült Királyság | Hair The Edge of Glory You and I Born This Way / Judas | [ 146 ] |
| 2011. június 28.     | Taratata                                                                  | Franciaország      | Born This Way Hair The Edge of Glory | [ 147 ] |
| 2011. június 29.     | SMAP×SMAP                                                                 | Japán              | The Edge of Glory You and I Born This Way (a SMAP -pal) | [ 148 ] |
| 2011. július 10.     | Music Lovers                                                              | Japán              | Born This Way The Edge of Glory Judas | [ 149 ] |
| 2011. július 11.     | A Current Affair                                                          | Ausztrália         | Born This Way The Edge of Glory You and I | [ 150 ] |
| 2011. július 27.     | So You Think You Can Dance                                                | Egyesült Államok   | The Edge of Glory You and I | [ 151 ] |
| 2011. július 28.     | Jimmy Kimmel Live!                                                        | Egyesült Államok   | You and I The Edge of Glory | [ 152 ] |
| 2011. augusztus 1.   | The View                                                                  | Egyesült Államok   | You and I | [ 153 ] |
| 2011. október 6.     | The Jonathan Ross Show                                                    | Egyesült Királyság | You and I | [ 154 ] |
| 2011. november 13.   | The X Factor UK                                                           | Egyesült Királyság | Marry the Night | [ 155 ] |
| 2011. november 16.   | Alan Carr: Chatty Man                                                     | Egyesült Királyság | Marry the Night | [ 156 ] |
| 2011. november 24.   | A Very Gaga Thanksgiving †                                                | Egyesült Államok   | The Lady Is a Tramp ( Tony Bennett -tel) Born This Way You and I The Edge of Glory White Christmas Orange Colored Sky Hair Bad Romance Marry the Night | [ 157 ] |
| 2011. november 30.   | The Grammy Nominations Concert Live! – Countdown to Music's Biggest Night | Egyesült Államok   | Marry the Night You and I (a Sugarlanddel ) | [ 158 ] |
| 2011. december 5.    | The Ellen DeGeneres Show                                                  | Egyesült Államok   | Marry the Night | [ 159 ] |
| 2011. december 23.   | Music Station                                                             | Japán              | Marry the Night Born This Way | [ 160 ] |
| 2011. december 31.   | Kōhaku Uta Gassen                                                         | Japán              | You and I Born This Way | [ 161 ] |
| 2011. december 31.   | Dick Clark’s New Year’s Rockin’ Eve                                       | Egyesült Államok   | Heavy Metal Lover Marry the Night Born This Way | [ 162 ] |
| 2013. szeptember 9.  | Good Morning America                                                      | Egyesült Államok   | Over the Rainbow / Applause | [ 163 ] |
| 2013. október 27.    | The X Factor UK                                                           | Egyesült Királyság | Venus Do What U Want | [ 164 ] |
| 2013. október 29.    | The Graham Norton Show                                                    | Egyesült Királyság | Do What U Want Venus | [ 165 ] |
| 2013. november 16.   | Saturday Night Live                                                       | Egyesült Államok   | Do What U Want ( R. Kelly -vel) Gypsy | [ 166 ] |
| 2013. november 28.   | Lady Gaga and the Muppets Holiday Spectacular †                           | Egyesült Államok   | Venus (a Muppetekkel) Applause Bennie and the Jets / Artpop ( Elton Johnnal ) Manicure Gypsy ( Kermit the Froggal ) Baby, It’s Cold Outside ( Joseph Gordon-Levitt -tal) Fashion! ( RuPaullal ) Applause (a Muppetekkel)                                         | [ 167 ] |
| 2013. november 29.   | Music Station                                                             | Japán              | Applause | [ 168 ] |
| 2013. december 2.    | SMAP×SMAP                                                                 | Japán              | Venus Applause (a SMAP -pal) | [ 169 ] |
| 2013. december 4.    | Alan Carr: Chatty Man                                                     | Egyesült Királyság | Dope Do What U Want | [ 170 ] |
| 2013. december 10.   | SUKKIRI!                                                                  | Japán              | Applause Gypsy | [ 171 ] |
| 2013. december 17.   | The Voice                                                                 | Egyesült Államok   | Do What U Want (Christina Aguilerával) | [ 172 ] |
| 2014. január 24.     | A MusiCares Tribute To Carole King                                        | Egyesült Államok   | You’ve Got a Friend | [ 173 ] |
| 2014. február 18.    | The Tonight Show Starring Jimmy Fallon                                    | Egyesült Államok   | Artpop | [ 174 ] |
| 2014. április 2.     | Late Show with David Letterman                                            | Egyesült Államok   | Dope G.U.Y. | [ 175 ] |
| 2014. október 19.    | Strictly Come Dancing                                                     | Egyesült Királyság | Anything Goes It Don’t Mean a Thing (If It Ain’t Got That Swing) ( Tony Bennett -tel) | [ 176 ] |
| 2014. október 24.    | Tony Bennett and Lady Gaga: Cheek to Cheek Live! †                        | Egyesült Államok   | Anything Goes Cheek to Cheek Nature Boy Bang Bang (My Baby Shot Me Down) Firefly I Won’t Dance I Can’t Give You Anything but Love Lush Life Let’s Face the Music and Dance But Beautiful It Don’t Mean a Thing (If It Ain’t Got That Swing) ( Tony Bennett -tel) | [ 177 ] |
| 2014. november 26.   | The View                                                                  | Egyesült Államok   | Cheek to Cheek (Tony Bennett-tel) | [ 178 ] |
| 2014. december 2.    | The Colbert Report                                                        | Egyesült Államok   | Cheek to Cheek (Tony Bennett-tel) | [ 179 ] |
| 2014. december 3.    | Good Morning America                                                      | Egyesült Államok   | Cheek to Cheek (Tony Bennett-tel) | [ 180 ] |
| 2014. december 3.    | Christmas in Rockefeller Center                                           | Egyesült Államok   | Winter Wonderland It Don’t Mean a Thing (If It Ain’t Got That Swing) ( Tony Bennett -tel) | [ 181 ] |
| 2014. december 17.   | The Tonight Show Starring Jimmy Fallon                                    | Egyesült Államok   | Cheek to Cheek It Don’t Mean a Thing (If It Ain’t Got That Swing) ( Tony Bennett -tel) Ev’ry Time We Say Goodbye | [ 182 ] |
| 2014. december 25.   | Good Morning America                                                      | Egyesült Államok   | Winter Wonderland (Tony Bennett-tel) | [ 183 ] |
| 2014. december 31.   | New Year’s Eve with Carson Daly                                           | Egyesült Államok   | Cheek to Cheek It Don’t Mean a Thing (If It Ain’t Got That Swing) ( Tony Bennett -tel) | [ 184 ] |
| 2015. február 16.    | Stevie Wonder: Songs in the Key of Life – An All-Star Grammy Salute       | Egyesült Államok   | I Wish | [ 185 ] |
| 2015. december 6.    | Sinatra 100 – All-Star Grammy Concert                                     | Egyesült Államok   | New York, New York | [ 186 ] |
| 2016. október 22.    | Saturday Night Live                                                       | Egyesült Államok   | A-Yo Million Reasons | [ 187 ] |
| 2016. október 25.    | The Late Late Show with James Corden                                      | Egyesült Államok   | Perfect Illusion Bad Romance The Edge of Glory Born This Way Poker Face Million Reasons ( Carpool Karaoke szegmens) A-Yo | [ 188 ] |
| 2016. november 1.    | SUKKIRI!                                                                  | Japán              | Perfect Illusion | [ 189 ] |
| 2016. november 4.    | News Zero                                                                 | Japán              | Joanne | [ 190 ] |
| 2016. december 4.    | The X Factor UK                                                           | Egyesült Királyság | Million Reasons | [ 191 ] |
| 2016. december 5.    | Victoria’s Secret Fashion Show 2016                                       | Franciaország      | Million Reasons A-Yo John Wayne | [ 192 ] |
| 2016. december 9.    | Alan Carr: Happy Hour                                                     | Egyesült Királyság | Million Reasons | [ 193 ] |
| 2016. december 12.   | SMAP×SMAP                                                                 | Japán              | Million Reasons Perfect Illusion A-Yo (a SMAP -pal) | [ 194 ] |
| 2016. december 13.   | Royal Variety Performance                                                 | Egyesült Királyság | Million Reasons | [ 195 ] |
| 2016. december 20.   | Tony Bennett Celebrates 90: The Best Is Yet to Come                       | Egyesült Államok   | The Lady Is a Tramp La Vie en rose Happy Birthday to You / Happy Birthday / Signed, Sealed, Delivered I’m Yours ( Stevie Wonderrel ) | [ 196 ] |
| 2018. április 10.    | Elton John: I'm Still Standing – A Grammy Salute                          | Egyesült Államok   | Your Song | [ 197 ] |
| 2020. április 18.    | One World: Together At Home †                                             | N/A                | Smile The Prayer ( Céline Dionnal , Andrea Bocellivel , Lang Langgal és John Legenddel ) | [ 198 ] |
| 2021. május 27.      | Jóbarátok: Újra együtt                                                    | Egyesült Államok   | Smelly Cat (Lisa Kudrow-val, mint Phoebe Buffay) | [ 199 ] |
| 2021. november 28.   | One Last Time: An Evening with Tony Bennett and Lady Gaga †               | Egyesült Államok   | Luck Be a Lady Orange Colored Sky Let’s Do It New York, New York The Lady Is a Tramp Love for Sale Anything Goes ( Tony Bennett -tel) | [ 200 ] |
| 2021. december 16.   | MTV Unplugged                                                             | Egyesült Államok   | Night and Day Love for Sale I’ve Got You Under My Skin ( Tony Bennett -tel) Let’s Do It | [ 201 ] |
| 2024. május 25.      | Gaga Chromatica Ball †                                                    | Egyesült Államok   | Bad Romance Just Dance Poker Face Alice Replay Monster 911 Sour Candy Telephone LoveGame Babylon Free Woman Born This Way Shallow Always Remember Us This Way The Edge of Glory Angel Down Fun Tonight Enigma Stupid Love Rain on Me Hold My Hand                | [ 202 ] |
| 2024. október 1.     | Jimmy Kimmel Live!                                                        | Egyesült Államok   | Happy Mistake | [ 203 ] |
| 2024. december 15.   | A Carpool Karaoke Christmas (Zane Lowe-val)                               | Egyesült Államok   | Last Christmas Disease Christmas Tree Highway to Hell ( Brian Johnsonnal ) Die with a Smile Black Dog Shallow Santa Claus Is Comin’ to Town | [ 204 ] |
| 2025. február 14.    | SNL50: The Homecoming Concert                                             | Egyesült Államok   | Shallow / Dick in a Box / Motherlover / Jizz in My Pants (a The Lonely Islanddel ) Shallow | [ 205 ] |
| 2025. március 8.     | Saturday Night Live                                                       | Egyesült Államok   | Abracadabra Killah | [ 206 ] |
| 2025. május 31.      | Netflix Tudum                                                             | Egyesült Államok   | Zombieboy Bloody Mary Abracadabra | [ 207 ] |

## Rádióadások
| Dátum               | Rádióállomás/Műsor                                  | Ország             | Előadott dal(ok) | For.    |
| ------------------- | --------------------------------------------------- | ------------------ | --- | ------- |
| 2009. február 10.   | Planet Radio                                        | Németország        | Poker Face | [ 208 ] |
| 2009. február 25.   | NRJ                                                 | Franciaország      | Just Dance Poker Face | [ 209 ] |
| 2009. február 27.   | Fun Radio                                           | Franciaország      | Eh, Eh (Nothing Else I Can Say) | [ 210 ] |
| 2009. március 8.    | KIIS-FM                                             | Egyesült Államok   | Out on the Weekend / Fooled Me Again Poker Face Paparazzi | [ 211 ] |
| 2009. március 23.   | KDWB-FM                                             | Egyesült Államok   | Poker Face Fooled Me Again | [ 212 ] |
| 2009. március 24.   | B96                                                 | Egyesült Államok   | Poker Face | [ 213 ] |
| 2009. április 20.   | BBC Radio 1 Live Lounge                             | Egyesült Királyság | Poker Face Viva la Vida | [ 214 ] |
| 2009. április 22.   | Capital FM                                          | Egyesült Királyság | Paparazzi Poker Face | [ 215 ] |
| 2009. április 27.   | Fun Radio                                           | Franciaország      | Just Dance Paparazzi Poker Face | [ 216 ] |
| 2009. május 21.     | Nova 96.9                                           | Ausztrália         | Paparazzi | [ 217 ] |
| 2009. szeptember 9. | NRJ                                                 | Franciaország      | Eh, Eh (Nothing Else I Can Say) | [ 218 ] |
| 2011. július 18.    | The Howard Stern Show                               | Egyesült Államok   | The Edge of Glory Hair | [ 219 ] |
| 2011. július 26.    | 97.1 AMP Radio                                      | Egyesült Államok   | The Edge of Glory You and I | [ 220 ] |
| 2011. július 26.    | JoJo on the Radio                                   | Egyesült Államok   | The Edge of Glory You and I | [ 221 ] |
| 2013. november 12.  | The Howard Stern Show                               | Egyesült Államok   | Dope Gypsy | [ 222 ] |
| 2014. december 2.   | The Howard Stern Show                               | Egyesült Államok   | Lush Life | [ 223 ] |
| 2016. október 3.    | Mornings with Carson Daly                           | Egyesült Államok   | Perfect Illusion | [ 224 ] |
| 2016. október 4.    | On Air with Ryan Seacrest                           | Egyesült Államok   | Just Another Day Perfect Illusion | [ 225 ] |
| 2016. október 24.   | The Howard Stern Show                               | Egyesült Államok   | Black Dog Million Reasons | [ 226 ] |
| 2016. november 29.  | C’Cauet                                             | Franciaország      | Million Reasons Just Another Day | [ 227 ] |
| 2016. december 10.  | Nova 96.9                                           | Ausztrália         | Million Reasons | [ 228 ] |
| 2019. január 24.    | Sirius XM + Pandora Present Lady Gaga at The Apollo | Egyesült Államok   | Just Dance Poker Face LoveGame Dance in the Dark Telephone Applause Paparazzi Aura The Edge of Glory Alejandro Million Reasons You and I Bad Romance Born This Way Shallow | [ 229 ] |
| 2025. március 11.   | The Howard Stern Show                               | Egyesült Államok   | Abracadabra Perfect Celebrity | [ 230 ] |

## Jótékonysági és politikai események
| Dátum              | Esemény                                                                                     | Helyszín                                                  | Előadott dal(ok) | For.    |
| ------------------ | ------------------------------------------------------------------------------------------- | --------------------------------------------------------- | --- | ------- |
| 2009. október 5.   | An Evening with Gavin Friday and Friends                                                    | New York (Carnegie Hall)                                  | Poker Face | [ 231 ] |
| 2009. október 10.  | Human Rights Campaign Dinner                                                                | Washington, D.C. (Walter E. Washington Convention Center) | Imagine | [ 232 ] |
| 2010. február 10.  | amfAR Gala                                                                                  | New York (Cipriani 42nd Street)                           | Future Love | [ 233 ] |
| 2010. május 3.     | Met Gala                                                                                    | New York (Metropolitan Museum of Art)                     | Alejandro Bad Romance | [ 234 ] |
| 2010. május 13.    | Rock for the Rainforest                                                                     | New York (Carnegie Hall)                                  | Stand by Me / King of Pain ( Stinggel ) Speechless / Your Song ( Elton Johnnal ) Don’t Stop Believin’ (Stinggel, Shirley Bassey -vel, Debbie Harry -vel, Bruce Springsteennel és Elton Johnnal) | [ 235 ] |
| 2010. június 24.   | White Tie & Tiara Ball                                                                      | Berkshire, Anglia (Old Windsor)                           | Dance in the Dark Just Dance Beautiful, Dirty, Rich Teeth Alejandro Speechless / Your Song ( Elton Johnnal ) Telephone You and I Poker Face Bad Romance                                         | [ 236 ] |
| 2011. május 9.     | Robin Hood Foundation Gala                                                                  | New York (Javits Center)                                  | Speechless You and I Americano Alejandro Judas Orange Colored Sky Born This Way Bad Romance | [ 237 ] |
| 2011. június 11.   | Europride                                                                                   | Róma, Olaszország (Circus Maximus)                        | Born This Way The Edge of Glory | [ 238 ] |
| 2011. október 15.  | A Decade of Difference: A Concert Celebrating 10 Years of the William J. Clinton Foundation | Los Angeles, Kalifornia (Hollywood Bowl)                  | Born This Way The Edge of Glory Bad Romance You and I | [ 239 ] |
| 2011. november 17. | Children in Need Rocks Manchester                                                           | Manchester, Anglia (Manchester Arena)                     | Born This Way The Edge of Glory Marry the Night | [ 240 ] |
| 2011. november 30. | Concert for Grammy Museum's Educational Initiatives                                         | Los Angeles, Kalifornia (Grammy Museum at L.A. Live)      | Marry the Night You and I | [ 241 ] |
| 2012. november 25. | Performance for the students promoted by UNICEF                                             | Lima, Peru (5123 Francisco Bolognesi School)              | Born This Way | [ 242 ] |
| 2013. január 22.   | Barack Obama beiktatási bálja                                                               | Washington, D.C. (The White House)                        | The Edge of Glory Born This Way The Lady Is a Tramp ( Tony Bennett -tel) You and I | [ 243 ] |
| 2013. június 28.   | NYC Pride March Kick Off Rally                                                              | New York (Pier 26)                                        | Star-Spangled Banner | [ 244 ] |
| 2015. június 24.   | Hillary Clinton elnökválasztási kampányának adománygyűjtő estje (Tony Bennett-tel)          | New York (Plaza Hotel)                                    | N/A | [ 245 ] |
| 2015. október 10.  | Columbus Citizens Foundation Gala                                                           | New York (Waldorf Astoria)                                | La Vie en rose ’O sole mio ( Tony Bennett -tel) | [ 246 ] |
| 2015. október 29.  | amfAR Gala                                                                                  | Los Angeles, Kalifornia (Milk Studios)                    | I Can’t Give You Anything but Love, Baby Bewitched, Bothered and Bewildered Lush Life Bang Bang (My Baby Shot Me Down) Til It Happens to You La Vie en rose Call Me Irresponsible               | [ 247 ] |
| 2016. április 7.   | It’s On Us Rally                                                                            | Paradise, Nevada (Cox Pavilion)                           | Til It Happens to You | [ 248 ] |
| 2016. április 13.  | Parker Institute for Cancer Immunotherapy launch                                            | Los Angeles, Kalifornia (Parker Institute)                | New York, New York Call Me Irresponsible La Vie en rose Let’s Face the Music and Dance Coquette You and I Bad Romance                                                                           | [ 249 ] |
| 2016. július 17.   | Performance for the orphans                                                                 | Cabo San Lucas, Mexikó (Casa Hogar)                       | Born This Way | [ 250 ] |
| 2016. július 28.   | Camden Rising - The Democratic National Convention Concert                                  | Camden, New Jersey (BB&T Pavilion)                        | This Land Is Your Land Old Man Bang Bang (My Baby Shot Me Down) The War Is Over Smile Bad Romance Born This Way You and I Come Together La Vie en rose                                          | [ 251 ] |
| 2016. november 7.  | Hillary Clinton elnökválasztási kampányának zárógyűlése                                     | Raleigh, Észak-Karolina (Reynolds Coliseum)               | Come to Mama Bad Romance Angel Down Born This Way Livin’ on a Prayer ( Jon Bon Jovival ) | [ 252 ] |
| 2016. november 25. | Performance for the homeless LGBT youth                                                     | New York (Ali Forney Center)                              | Million Reasons | [ 253 ] |
| 2017. október 21.  | Deep from the Heart: The One America Appeal Concert                                         | College Station, Texas (Reed Arena)                       | Million Reasons You and I The Edge of Glory | [ 254 ] |
| 2020. november 2.  | Joe Biden elnökválasztási kampányának utolsó gyűlése                                        | Pittsburgh (Heinz Field)                                  | Shallow You and I | [ 255 ] |
| 2021. január 20.   | Joe Biden beiktatási ceremóniája                                                            | Washington, D.C. (United States Capitol)                  | The Star-Spangled Banner | [ 256 ] |
| 2024. november 4.  | Kamala Harris elnökválasztási kampánya Vote for Freedom záró gyűlés                         | Philadelphia, Pennsylvania (Philadelphia Museum of Art)   | God Bless America The Edge of Glory | [ 257 ] |
| 2025. január 30.   | FireAid                                                                                     | Los Angeles, Kalifornia (Intuit Dome)                     | Shallow Always Remember Us This Way All I Need Is Time [ l ] | [ 258 ] |

## Sportesemények
| Dátum             | Esemény                                                   | Helyszín                                             | Előadott dal(ok) | For.    |
| ----------------- | --------------------------------------------------------- | ---------------------------------------------------- | --- | ------- |
| 2009. február 22. | Olasz Kosárlabda Kupa 2008-09 Serie A Döntő félidei műsor | Casalecchio di Reno, Olaszország (Futurshow Station) | Poker Face Just Dance | [ 259 ] |
| 2011. október 30. | Formula–1 Indiai Nagydíj After Party                      | Greater Noida, India (Buddh International Circuit)   | Born This Way Judas Marry the Night Poker Face The Edge of Glory Bad Romance                                                                                               | [ 260 ] |
| 2015. június 12.  | 2015-ös Európa-játékok megnyitóünnepsége                  | Baku, Azerbajdzsán (Olimpiai Stadion)                | Imagine | [ 261 ] |
| 2016. február 7.  | Super Bowl 50                                             | Santa Clara, Kalifornia (Levi’s Stadion)             | Star-Spangled Banner | [ 262 ] |
| 2017. február 5.  | Super Bowl LI félidei show                                | Houston, Texas (NRG Stadion)                         | God Bless America / This Land Is Your Land Poker Face Born This Way Telephone Just Dance Million Reasons Bad Romance                                                       | [ 263 ] |
| 2020. február 1.  | AT&T Super Saturday Night                                 | Miami, Florida (Meridian)                            | Just Dance Poker Face LoveGame Dance in the Dark Telephone Applause Paparazzi Aura The Edge of Glory Alejandro Million Reasons You and I Bad Romance Born This Way Shallow | [ 264 ] |
| 2024. február 10. | Mark Davis The Dinner Show Super Bowl Party               | Winchester, Nevada (Fontainebleau Las Vegas)         | Shallow Bad Romance Born This Way Stupid Love Poker Face The Best Is Yet to Come New York, New York La Vie en rose                                                         | [ 265 ] |
| 2024. július 26.  | 2024-es párizsi olimpia megnyitóünnepsége                 | Párizs, Franciaország (Szajna)                       | Mon truc en plumes | [ 266 ] |
| 2025. február 9.  | Super Bowl LIX pregame show                               | New Orleans, Louisiana (Bourbon Street)              | Hold My Hand | [ 267 ] |

## Internetes események
| Dátum                | Esemény                                                            | Előadott dal(ok) | For.    |
| -------------------- | ------------------------------------------------------------------ | --- | ------- |
| 2008. augusztus 1.   | Yahoo!’s Who’s Next                                                | Just Dance LoveGame | [ 268 ] |
| 2008. november 23.   | Live at the Cherrytree House                                       | Brown Eyes Just Dance Poker Face Eh, Eh (Nothing Else I Can Say) | [ 269 ] |
| 2009. március 6.     | AOL Sessions                                                       | Poker Face (Akusztikus verzió) Beautiful, Dirty, Rich LoveGame Poker Face Paparazzi Just Dance | [ 270 ] |
| 2009. május 31.      | Walmart Soundcheck                                                 | Poker Face Just Dance LoveGame Beautiful, Dirty, Rich | [ 271 ] |
| 2009. december 8.    | Vevo launch event                                                  | Speechless | [ 272 ] |
| 2020. június 24.     | Paper x Club Quarantine Presents: Lady Gaga's Chromatica Fundrager | Scheiße / Born This Way G.U.Y. Plastic Doll Electric Chapel ( DJ set ) | [ 273 ] |
| 2020. november 23.   | Lupus Research Alliance Gala                                       | Joanne | [ 274 ] |
| 2021. szeptember 30. | Lady Gaga Celebrates Love for Sale presented by Westfield          | Luck Be a Lady Orange Colored Sky ( Brian Newmannel ) Love for Sale Call Me Irresponsible Poker Face Bang Bang (My Baby Shot Me Down) I Can’t Give You Anything but Love, Baby Night and Day Born This Way Let’s Do It La Vie en rose Fly Me to the Moon New York, New York | [ 275 ] |
| 2024. február 22.    | Fortnite Festival – Season 2 („Unlock Your Talent”)                | Just Dance Applause Poker Face Bloody Mary Stupid Love The Edge of Glory Born This Way Rain on Me | [ 276 ] |
| 2024. november 13.   | The Antidote Live                                                  | Disease | [ 277 ] |
| 2024. november 20.   | The Poison Live                                                    | Disease | [ 278 ] |

## Egyéb események
| Dátum                | Esemény                                                                      | Helyszín                                              | Előadott dal(ok) | For.            |
| -------------------- | ---------------------------------------------------------------------------- | ----------------------------------------------------- | --- | --------------- |
| 2008. március 27.    | Winter Music Conference                                                      | Miami Beach, Florida (Raleigh Hotel)                  | Beautiful, Dirty, Rich Paparazzi Just Dance | [ 279 ]         |
| 2008. június 26.     | Miss Sixty Fall Fashion Preview                                              | Miami Beach, Florida (Miss Sixty Store)               | LoveGame Beautiful, Dirty, Rich Poker Face Just Dance | [ 280 ]         |
| 2008. július 14.     | 2008-as Miss Universe                                                        | Nha Trang, Vietnám (Crown Convention Center)          | Just Dance | [ 281 ]         |
| 2008. október 14.    | Fashion at the Park                                                          | Dallas, Texas (NorthPark Center)                      | Beautiful, Dirty, Rich Poker Face Just Dance | [ 282 ]         |
| 2009. július 9.      | NRJ Sessions                                                                 | Párizs, Franciaország (Alhambra)                      | Willkommen Paparazzi Brown Eyes Eh, Eh (Nothing Else I Can Say) Poker Face | [ 283 ]         |
| 2009. szeptember 14. | Marc Jacobs New York Fashion Week Party                                      | New York (Hiro Ballroom)                              | Poker Face Just Dance | [ 284 ]         |
| 2009. november 4.    | Ballets Russes Italian Style (the Shortest Musical You Will Never See Again) | Los Angeles, Kalifornia (Museum of Contemporary Art)  | Speechless (Francesco Vezzoli-performansz) | [ 285 ]         |
| 2009. december 31.   | Szilveszteri visszaszámláló party                                            | Miami Beach, Florida (Fontainebleau Miami Beach)      | Bad Romance Just Dance Monster Poker Face | [ 286 ]         |
| 2010. április 20.    | GAGAKOH                                                                      | Tokió, Japán (Tabloid Club)                           | Speechless Alejandro Bad Romance (előadás Terence Koh -val) | [ 287 ]         |
| 2011. február 13.    | 53. Grammy-gála Afterparty                                                   | Beverly Hills, Kalifornia (L’Ermitage)                | You and I | [ 288 ]         |
| 2011. március 12.    | Meglepetés előadás                                                           | Louisville, Kentucky (Connections Club)               | Born This Way | [ 289 ]         |
| 2011. március 13.    | Meglepetés előadás                                                           | Dallas, Texas (Round Up Saloon)                       | Born This Way | [ 290 ]         |
| 2011. március 14.    | Meglepetés előadás                                                           | Dallas, Texas (Station 4)                             | Born This Way | [ 291 ]         |
| 2011. március 18.    | Meglepetés előadás                                                           | Omaha, Nebraska (The Max)                             | Born This Way | [ 292 ]         |
| 2011. március 24.    | Meglepetés előadás                                                           | Las Vegas, Nevada (Krave)                             | Born This Way | [ 293 ]         |
| 2011. március 18.    | Lady Gaga 25. születésnapi parti                                             | Los Angeles, Kalifornia (La Cita Bar)                 | Born This Way (José Hernándezzel) | [ 294 ]         |
| 2011. április 17.    | Meglepetés előadás                                                           | Tampa, Florida (Kennedy Lounge)                       | Judas | [ 295 ]         |
| 2011. május 12.      | Belvedere Vodka Born This Way Parti                                          | London, Anglia (Annabel’s)                            | Speechless Born This Way Orange Colored Sky You and I | [ 296 ]         |
| 2011. június 15.     | The Little Monsters Video Awards Party                                       | Párizs, Franciaország (Le Club 1515)                  | Born This Way You and I The Edge of Glory | [ 297 ]         |
| 2011. július 11.     | Meglepetés előadás                                                           | Sydney, Ausztrália (Nevermind)                        | Born This Way Judas The Edge of Glory | [ 298 ]         |
| 2011. július 11.     | Meglepetés előadás                                                           | Sydney, Ausztrália (Arq Nightclub)                    | The Edge of Glory Born This Way Black Jesus + Amen Fashion Judas | [ 298 ]         |
| 2013. szeptember 1.  | Meglepetés előadás                                                           | London, Anglia (Boujis)                               | Jewels n’ Drugs ( T.I. -val) Sexxx Dreams Ratchet | [ 299 ]         |
| 2013. szeptember 7.  | V magazine New York Fashion Week Party                                       | New York ((Le) Poisson Rouge)                         | Aura Artpop Sexxx Dreams Swine Applause | [ 300 ]         |
| 2013. október 24.    | The AMPYA Moment                                                             | Berlin, Németország (Berghain)                        | Gypsy Do What U Want | [ 301 ]         |
| 2013. október 26.    | Meglepetés előadás                                                           | London, Anglia (G-A-Y)                                | Venus | [ 302 ]         |
| 2013. december 6.    | Belvedere Vodka Artpop Parti                                                 | London, Anglia (Annabel’s)                            | Bad Romance Poker Face Do What U Want Dope | [ 303 ]         |
| 2014. június 16.     | Students Masterclass                                                         | New York (Frank Sinatra School of the Arts)           | Ev’ry Time We Say Goodbye I Can’t Give You Anything but Love Cheek to Cheek ( Tony Bennett -tel) | [ 304 ]         |
| 2014. szeptember 5.  | Harper's Bazaar New York Fashion Week Party                                  | New York (Plaza Hotel)                                | I Can’t Give You Anything but Love Lush Life Bang Bang (My Baby Shot Me Down) It Don’t Mean a Thing (If It Ain’t Got That Swing)                                                                         | [ 305 ]         |
| 2014. december 4.    | Bloomberg Businessweek 85th Anniversary (with Tony Bennett)                  | New York (American Museum of Natural History)         | N/A | [ 306 ]         |
| 2015. január 5.      | William Morris Endeavor Party                                                | Solana Beach, Kalifornia (Belly Up Tavern)            | Cheek to Cheek It Don’t Mean a Thing (If It Ain’t Got That Swing) ( Tony Bennett -tel) | [ 307 ]         |
| 2015. március 22.    | 13th Geffen Playhouse Gala                                                   | Los Angeles, Kalifornia (Geffen Playhouse)            | You and I | [ 308 ]         |
| 2015. június 9.      | Meglepetés előadás                                                           | London, Anglia (Ronnie Scott’s Jazz Club)             | Bewitched, Bothered and Bewildered Ev’ry Time We Say Goodbye Firefly Orange Colored Sky Bang Bang (My Baby Shot Me Down) Lush Life La Vie en rose                                                        | [ 309 ]         |
| 2015. június 23.     | Meglepetés előadás                                                           | New York (Rainbow Room)                               | Firefly I Can’t Give You Anything but Love Bang Bang (My Baby Shot Me Down) Bewitched, Bothered and Bewildered Just a Gigolo Ev’ry Time We Say Goodbye Let’s Face the Music and Dance Orange Colored Sky | [ 310 ]         |
| 2015. július 8.      | Koppenhágai Jazz Fesztivál Afterparty                                        | Koppenhága, Dánia (La Fontaine)                       | La Vie en rose | [ 311 ]         |
| 2015. november 6.    | Ron Baron Investment Conference                                              | New York (Metropolitan Opera House)                   | I Can’t Give You Anything but Love La Vie en rose Nature Boy Anything Goes ( Tony Bennett -tel) | [ 312 ]         |
| 2015. december 1.    | The Hunting Ground Reception                                                 | Beverly Hills, Kalifornia (Peninsula Hotel)           | Til It Happens to You | [ 313 ]         |
| 2016. január 5.      | The Hunting Ground Reception                                                 | Beverly Hills, Kalifornia (Peninsula Hotel)           | Til It Happens to You | [ 314 ]         |
| 2016. január 6.      | CES 2016 Afterparty                                                          | Las Vegas, Nevada (SLS Las Vegas)                     | New York, New York Coquette La Vie en rose Bang Bang (My Baby Shot Me Down) Is You Is or Is You Ain’t My Baby Firefly Let’s Face the Music and Dance                                                     | [ 315 ]         |
| 2016. február 17.    | V magazine New York Fashion Week Party                                       | New York (Rainbow Room)                               | La Vie en rose Call Me Irresponsible | [ 316 ]         |
| 2016. április 4.     | Jane Ortner Education Award Luncheon                                         | Los Angeles, Kalifornia (Grammy Museum at L.A. Live)  | New York, New York I Can’t Give You Anything but Love, Baby Let’s Face the Music and Dance Call Me Irresponsible La Vie en rose Til It Happens to You                                                    | [ 317 ]         |
| 2016. május 2.       | Met Gala Afterparty                                                          | New York (Up & Down)                                  | Burning Down the House (Mark Ronsonnal) | [ 318 ]         |
| 2016. augusztus 17.  | iHeartMedia Music Summit                                                     | New York (iHeartRadio Theater)                        | Perfect Illusion Joanne | [ 319 ]         |
| 2016. szeptember 10. | Meglepetés előadás                                                           | London, Anglia (Moth Club)                            | Perfect Illusion Bad Romance | [ 320 ]         |
| 2016. október 19.    | T magazine "The Greats" Party                                                | New York (Carlyle Hotel)                              | Angel Down | [ 321 ]         |
| 2016. november 20.   | Airbnb Open Spotlight                                                        | Los Angeles (Downtown)                                | Million Reasons Bad Romance | [ 322 ]         |
| 2016. december 1.    | Westfield Intimate Gig                                                       | London, Anglia (Westfield Shepherd’s Bush)            | Bad Romance Joanne Million Reasons | [ 323 ]         |
| 2017. július 1.      | Lolita Osmanova and Gaspar Avdolyan Wedding Party                            | Los Angeles, Kalifornia (Dolby Theatre)               | Bad Romance The Edge of Glory Paparazzi Poker Face Born This Way Million Reasons Marry the Night | [ 324 ]         |
| 2017. szeptember 8.  | 2017-es Torontói Nemzetközi Filmfesztivál                                    | Toronto, Kanada (Princess of Wales Theatre)           | Bad Romance | [ 325 ]         |
| 2018. december 26.   | Enigma próbák                                                                | Paradise, Nevada (Dolby Live)                         | Million Reasons Shallow | [ 326 ]         |
| 2019. május 9.       | Sapphire Now and ASUG Annual Conference                                      | Orlando, Florida (Amway Center)                       | Just Dance Poker Face LoveGame Dance in the Dark Telephone Applause Paparazzi Aura The Edge of Glory Alejandro Million Reasons You and I Bad Romance Born This Way Shallow                               | [ 327 ]         |
| 2019. május 17.      | Apple Park megnyitó                                                          | Cupertino, Kalifornia                                 | Just Dance Poker Face LoveGame Dance in the Dark Telephone Applause Paparazzi Aura The Edge of Glory Alejandro Million Reasons You and I Bad Romance Born This Way Shallow                               | [ 328 ]         |
| 2019. május 20.      | Az Amway 60 éves évfordulója                                                 | Las Vegas (Mandalay Bay Resort & Casino)              | Just Dance Poker Face LoveGame Dance in the Dark Telephone Applause Paparazzi Aura The Edge of Glory Alejandro Million Reasons You and I Bad Romance Born This Way Shallow                               | [ 329 ]         |
| 2021. szeptember 25. | Academy Museum of Motion Pictures megnyitó                                   | Los Angeles, Kalifornia                               | Luck Be a Lady What a Diff’rence a Day Makes La Vie en rose Let’s Do It | [ 330 ]         |
| 2022. június 25.     | Alan Howard és Caroline Byron esküvői partija                                | Como, Olaszország (Villa Olmo)                        | Luck Be a Lady Bad Romance Always Remember Us This Way Shallow Born This Way Mambo Italiano | [ 331 ]         |
| 2024. június 22.     | Nemacolin Summer Solstice Party                                              | Pittsburgh, Pennsylvania (Nemacolin Woodlands Resort) | Steppin’ Out with My Baby I Can’t Give You Anything but Love La Vie en rose You and I Bad Romance Stupid Love Sway Americano Shallow Always Remember Us This Way Born This Way                           | [ 332 ]         |
| 2025. május 14.      | YouTube Brandcast 2025                                                       | New York (Lincoln Center, David Geffen Hall)          | Abracadabra Perfect Celebrity How Bad Do U Want Me Vanish into You Shallow | [ 333 ] [ 334 ] |

## Vendégszereplések

### Felvezető előadóként
| Időtartam                            | Előadó                | Turné                               | Helyszín                         | Koncertek | Előadott dalok                                                                      | For.    |
| ------------------------------------ | --------------------- | ----------------------------------- | -------------------------------- | --------- | ----------------------------------------------------------------------------------- | ------- |
| 2008. október 8. – 2008. december 4. | New Kids on the Block | New Kids on the Block Live          | Észak-Amerika                    | 26        | Beautiful, Dirty, Rich LoveGame Paparazzi Starstruck Poker Face Just Dance          | [ 335 ] |
| 2008. október 8. – 2008. december 4. | New Kids on the Block | New Kids on the Block Live          | Észak-Amerika                    | 26        | Big Girl Now (a zenekarral a koncert alatt, bizonyos dátumokon)                     | [ 335 ] |
| 2009. január 18. – 2009. május 30.   | The Pussycat Dolls    | Doll Domination Tour                | Európa Óceánia                   | 32        | Paparazzi LoveGame Beautiful, Dirty, Rich The Fame Just Dance Poker Face            | [ 336 ] |
| 2009. július 4. – 2009. július 5.    | Take That             | Take That Presents: The Circus Live | London, Anglia (Wembley Stadion) | 2         | Paparazzi LoveGame Beautiful, Dirty, Rich The Fame Just Dance Brown Eyes Poker Face | [ 337 ] |

### Közreműködő előadóként
| Dátum                | Előadó               | Esemény                                                    | Helyszín                                        | Előadott dal(ok) | For.    |
| -------------------- | -------------------- | ---------------------------------------------------------- | ----------------------------------------------- | --- | ------- |
| 2010. június 16.     | Brian Newman         | After Dark                                                 | New York (Duane Park)                           | Someone to Watch Over Me | [ 338 ] |
| 2010. szeptember 29. | Brian Newman         | After Dark                                                 | New York (Oak Room)                             | Orange Colored Sky Someone to Watch Over Me Ev’ry Time We Say Goodbye | [ 339 ] |
| 2010. október 2.     | Plastic Ono Band     | We Are the Plastic Ono Band                                | Los Angeles (Orpheum Theatre)                   | The Sun Is Down! It’s Been Very Hard Give Peace a Chance | [ 340 ] |
| 2011. január 5.      | Brian Newman         | After Dark                                                 | New York (Oak Room)                             | Orange Colored Sky Someone to Watch Over Me | [ 341 ] |
| 2011. október 1.     | Sting                | Sixtieth Birthday Celebration                              | New York (Beacon Theatre)                       | King of Pain | [ 342 ] |
| 2012. május 12.      | Delfina Oliver       | Jazz at New York Bar                                       | Tokió, Japán (New York Bar)                     | Orange Colored Sky | [ 343 ] |
| 2012. december 15.   | The Rolling Stones   | 50 & Counting                                              | Newark, New Jersey (Prudential Center)          | Gimme Shelter | [ 344 ] |
| 2013. május 9.       | Brian Newman         | Rose Bar Residency                                         | New York (Rose Bar)                             | Someone to Watch Over Me | [ 345 ] |
| 2014. július 1.      | Tony Bennett         | Montreal International Jazz Festival                       | Montréal, Kanada (Salle Wilfrid-Pelletier)      | But Beautiful Lush Life It Don’t Mean a Thing (If It Ain’t Got That Swing) | [ 346 ] |
| 2014. július 28.     | Brian Newman         | Magic Monday Jeromes                                       | New York (Rivington F+B)                        | Bang Bang (My Baby Shot Me Down) I Can’t Give You Anything but Love | [ 347 ] |
| 2014. augusztus 27.  | Queen + Adam Lambert | Tour 2014–2015                                             | Sydney, Ausztrália (Allphones Arena)            | Another One Bites the Dust | [ 348 ] |
| 2015. június 20.     | The Dirty Pearls     | Live at the Gramercy Theatre                               | New York (Gramercy Theatre)                     | Who’s Coming Back to Who Sucker for a Sequel Blitzkrieg Bop Hot for Teacher Applause Rebel Yell Panama | [ 349 ] |
| 2015. július 4.      | Brian Newman         | Monte-Carlo Sporting Summer Festival Afterparty            | Monte-Carlo, Monaco (Hôtel de Paris)            | La Vie en rose Bang Bang (My Baby Shot Me Down) | [ 350 ] |
| 2015. július 26.     | U2                   | Innocence + Experience Tour                                | New York (Madison Square Garden)                | Ordinary Love | [ 351 ] |
| 2015. július 29.     | Brian Newman         | Jazz Jam                                                   | Atlanta, Georgia (Churchill Grounds)            | Bang Bang (My Baby Shot Me Down) Orange Colored Sky La Vie en rose | [ 352 ] |
| 2016. február 18.    | Brian Newman         | Rose Bar Residency                                         | New York (Rose Bar)                             | Call Me Irresponsible La Vie en rose | [ 353 ] |
| 2016. február 27.    | Elton John           | Live on the Sunset Strip                                   | Los Angeles, Kalifornia (Sunset Boulevard)      | Don’t Let the Sun Go Down on Me | [ 354 ] |
| 2016. július 26.     | Brian Newman         | Rose Bar Residency                                         | New York (Rose Bar)                             | I Can’t Give You Anything but Love La Vie en rose Bang Bang (My Baby Shot Me Down) Just a Gigolo Smile | [ 355 ] |
| 2016. augusztus 3.   | Tony Bennett         | Ninetieth Birthday Celebration                             | New York (Rainbow Room)                         | New York, New York Smile Lush Life I Can’t Give You Anything but Love I Left My Heart in San Francisco La Vie en rose ’O sole mio Bang Bang (My Baby Shot Me Down) Bad Romance Happy Birthday I Wish You Are the Sunshine of My Life ( Stevie Wonderrel ) | [ 356 ] |
| 2017. március 25.    | Elton John           | Seventieth Birthday Celebration                            | Los Angeles, Kalifornia (Red Studios Hollywood) | Born This Way Bad Romance Happy Birthday to You ( Stevie Wonderrel ) | [ 357 ] |
| 2017. július 15.     | Tony Bennett         | Live with the Los Angeles Philharmonic and Gustavo Dudamel | Los Angeles, Kalifornia (Hollywood Bowl)        | The Lady Is a Tramp Cheek to Cheek | [ 358 ] |
| 2017. szeptember 1.  | Brian Newman         | After Hours                                                | Boston, Massachusetts (House of Blues)          | Coquette | [ 359 ] |
| 2017. szeptember 2.  | Brian Newman         | After Hours                                                | Boston, Massachusetts (House of Blues)          | I Can’t Give You Anything but Love Coquette What a Diff’rence a Day Makes Call Me Irresponsible Let’s Face the Music and Dance Just a Gigolo | [ 359 ] |
| 2017. december 5.    | Brian Newman         | After Hours                                                | Austin, Texas (Antone's)                        | I Can’t Give You Anything but Love Ev’ry Time We Say Goodbye | [ 360 ] |
| 2018. május 24.      | Brian Newman         | Rose Bar Residency                                         | New York (Rose Bar)                             | I Can’t Give You Anything but Love Let’s Face the Music and Dance Ev’ry Time We Say Goodbye Just a Gigolo Bang Bang (My Baby Shot Me Down) Cheek to Cheek                                                                                                 | [ 361 ] |
| 2018. június 23.     | Tony Bennett         | 2018 summer concerts                                       | Vienna, Virginia (Wolf Trap Filene Center)      | Cheek to Cheek The Lady Is a Tramp | [ 362 ] |
| 2019. március 14.    | Fred Durst           | Thursday Jazz Nights                                       | Hollywood, Kalifornia (Black Rabbit Rose)       | Call Me Irresponsible Fly Me to the Moon | [ 363 ] |
| 2019. június 2.      | Brian Newman         | After Dark                                                 | Paradise, Nevada (NoMad Bar)                    | Don’t Let Me Be Misunderstood | [ 364 ] |
| 2019. június 9.      | Brian Newman         | After Dark                                                 | Paradise, Nevada (NoMad Bar)                    | Happy Birthday to You Don’t Let Me Be Misunderstood Fly Me to the Moon 3-Way (The Golden Rule) I Can’t Give You Anything but Love Luck Be a Lady Call Me Irresponsible                                                                                    | [ 364 ] |
| 2019. június 15.     | Brian Newman         | After Dark                                                 | Paradise, Nevada (NoMad Bar)                    | Fly Me to the Moon Call Me Irresponsible Just a Gigolo | [ 365 ] |
| 2019. október 27.    | Brian Newman         | After Dark                                                 | Paradise, Nevada (NoMad Bar)                    | Fly Me to the Moon Call Me Irresponsible Just a Gigolo I’ve Got You Under My Skin (Jaclyn McSpaddennel) Foolish / Happy ( Ashantival ) | [ 366 ] |
| 2019. november 9.    | Brian Newman         | After Dark                                                 | Paradise, Nevada (NoMad Bar)                    | Is You Is or Is You Ain’t My Baby Call Me Irresponsible I Can’t Give You Anything but Love | [ 367 ] |
| 2020. január 1.      | Brian Newman         | After Dark                                                 | Paradise, Nevada (NoMad Bar)                    | Is You Is or Is You Ain’t My Baby Fly Me to the Moon Call Me Irresponsible | [ 368 ] |
| 2023. október 19.    | The Rolling Stones   | Live at Racket, NYC                                        | New York (Racket)                               | Sweet Sounds of Heaven | [ 369 ] |
| 2023. október 25.    | U2                   | U2:UV Achtung Baby Live at Sphere                          | Paradise, Nevada (Sphere)                       | All I Want Is You Shallow I Still Haven’t Found What I’m Looking For | [ 370 ] |
| 2024. augusztus 15.  | Bruno Mars           | Intuit Dome megnyitó koncertek                             | Inglewood, Kalifornia (Intuit Dome)             | Die with a Smile | [ 371 ] |
| 2024. augusztus 16.  | Bruno Mars           | Intuit Dome megnyitó koncertek                             | Inglewood, Kalifornia (Intuit Dome)             | Die with a Smile | [ 372 ] |
| 2024. augusztus 27.  | Bruno Mars           | Bruno Mars at Park MGM                                     | Paradise, Nevada (Dolby Live)                   | Die with a Smile | [ 373 ] |
| 2024. augusztus 28.  | Bruno Mars           | Meglepetés előadás                                         | Paradise, Nevada (The Pinky Ring)               | Die with a Smile | [ 374 ] |

## Törölt fellépések
| Tervezett dátumok                     | Társelőadó      | Cím                                           | Helyszín(ek)                  | Koncertek | Ok | For.            |
| ------------------------------------- | --------------- | --------------------------------------------- | ----------------------------- | --------- | --- | --------------- |
| 2009. július 13. – 2010. március 6.   | Michael Jackson | This Is It (felvezető előadóként)             | London, Anglia (The O2 Arena) | 50        | Michael Jackson halála                                                                                             | [ 375 ]         |
| 2009. november 10. – 2010. január 24. | Kanye West      | Fame Kills: Starring Kanye West and Lady Gaga | Egyesült Államok Kanada       | 34        | 2009-es MTV Video Music Awards-incidens Kanye West és Taylor Swift között és az előadók közötti kreatív ellentétek | [ 376 ] [ 377 ] |

## Galéria

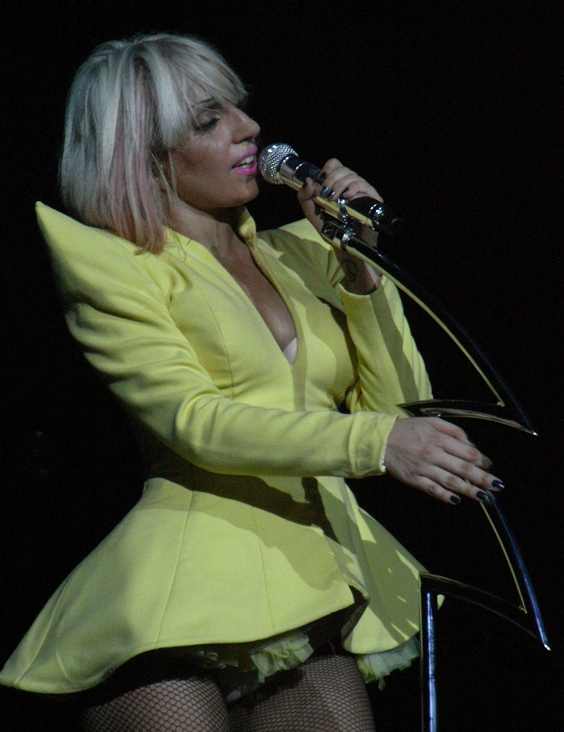
The Fame Ball turné (2009)
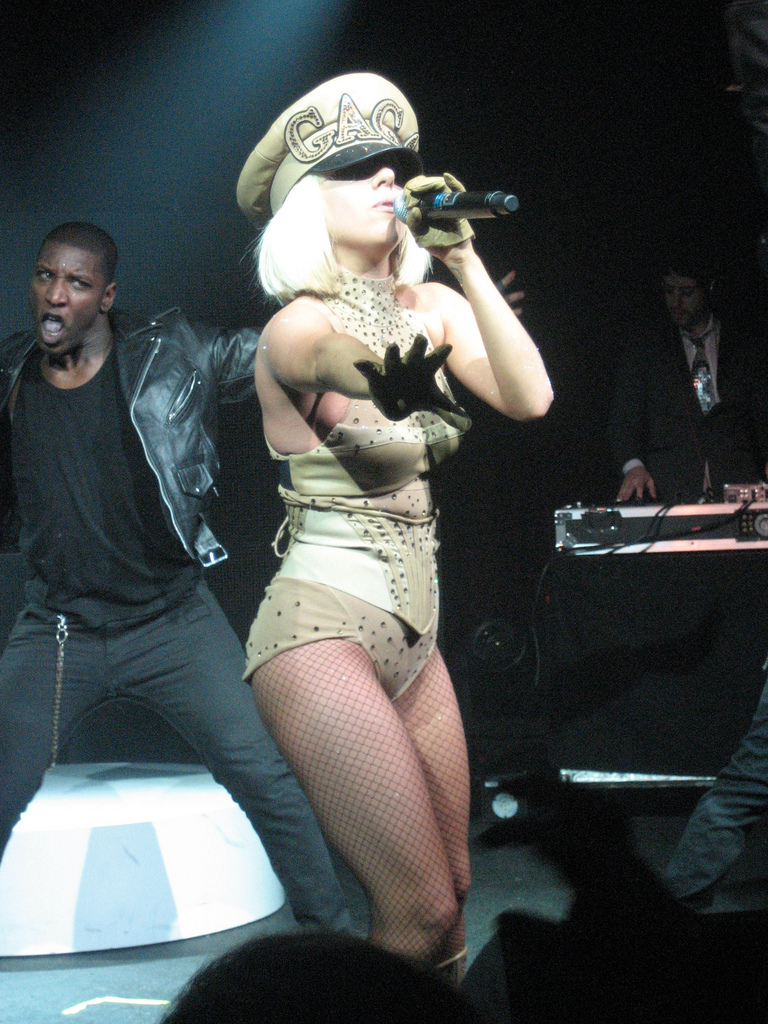
The Fame Ball turné (2009)
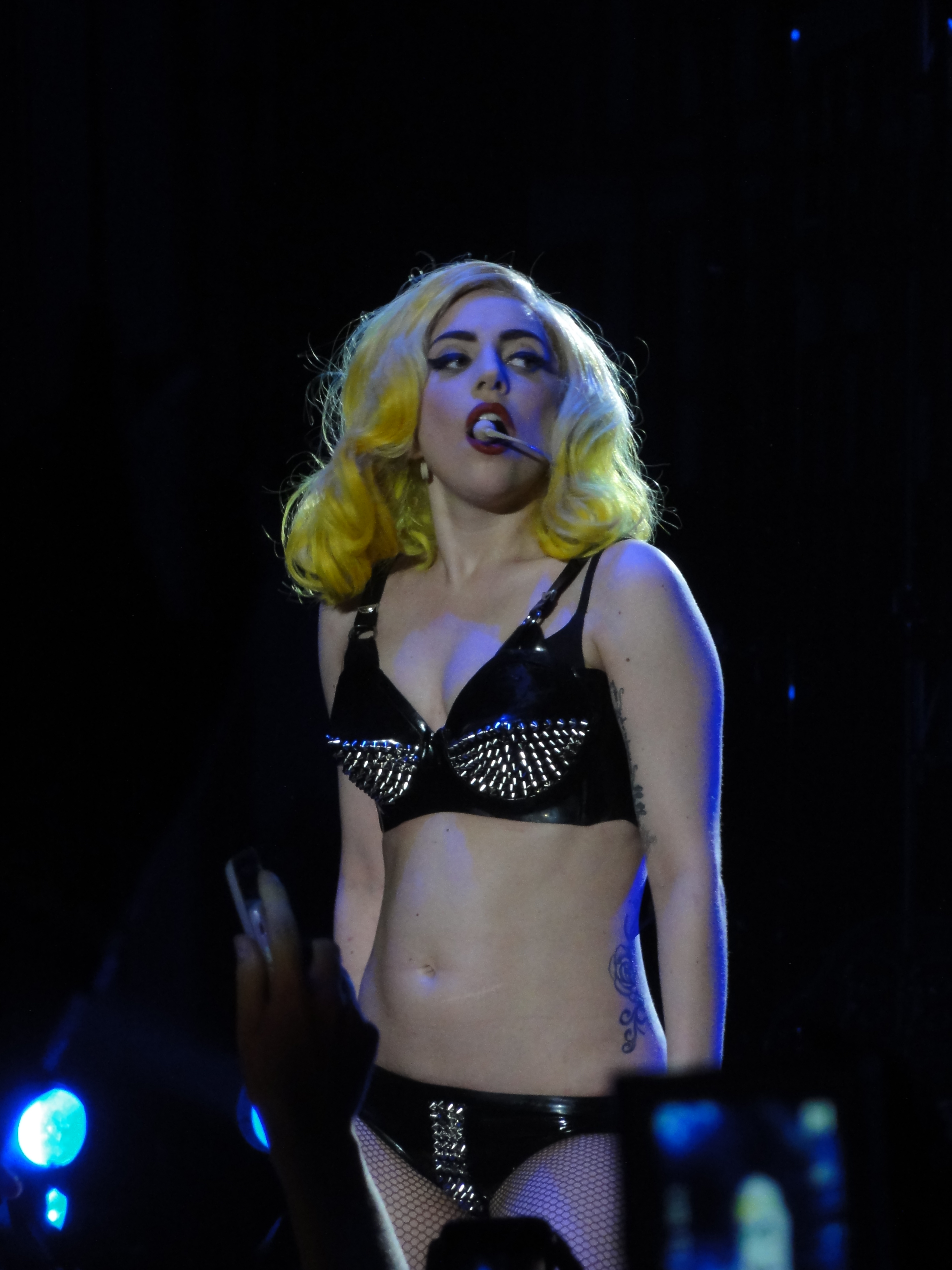
The Monster Ball turné (2010)
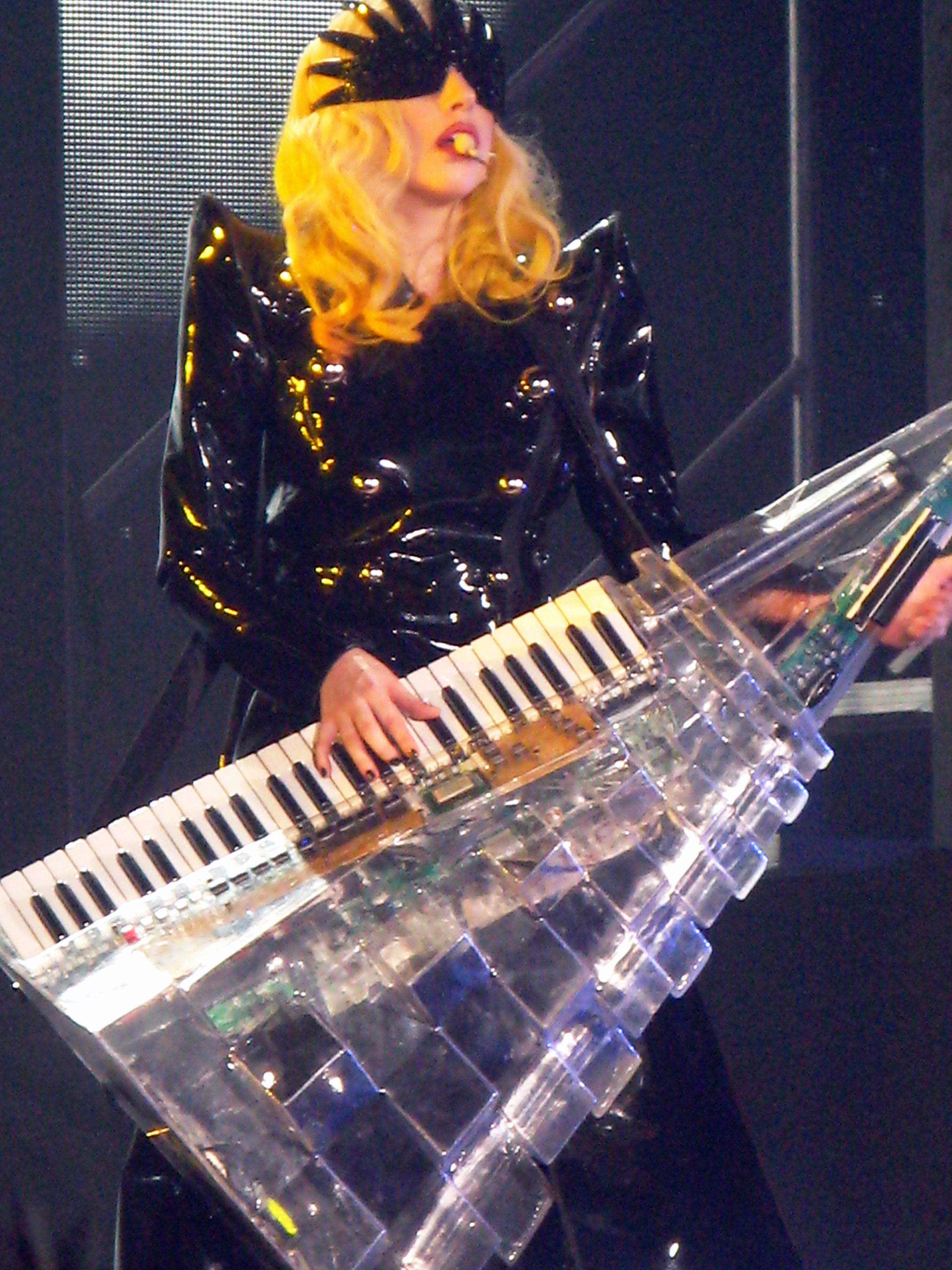
Lady Gaga a Money Honey előadása közben a The Monster Ball című turnéján (2010)
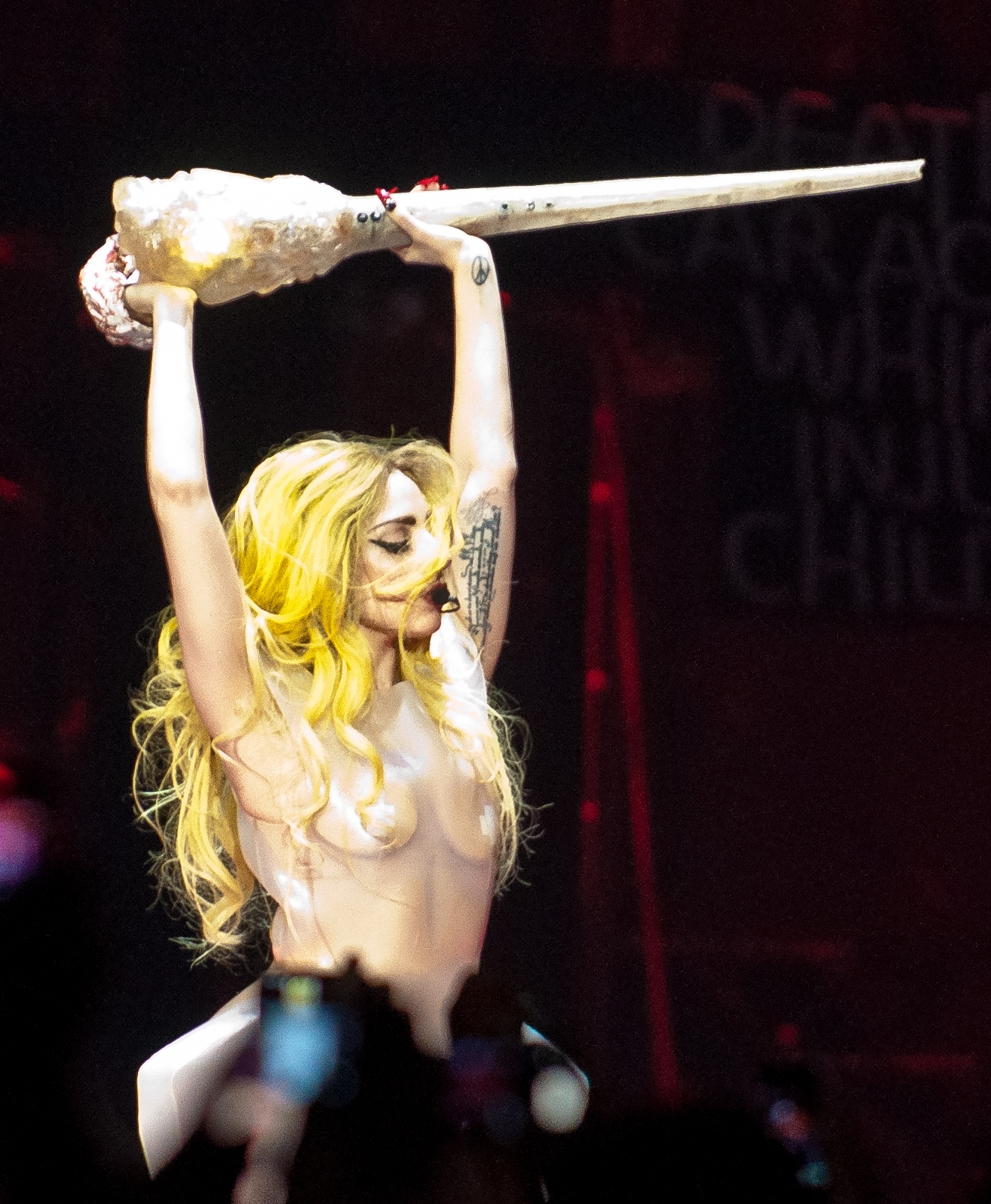
The Monster Ball turné (2011)
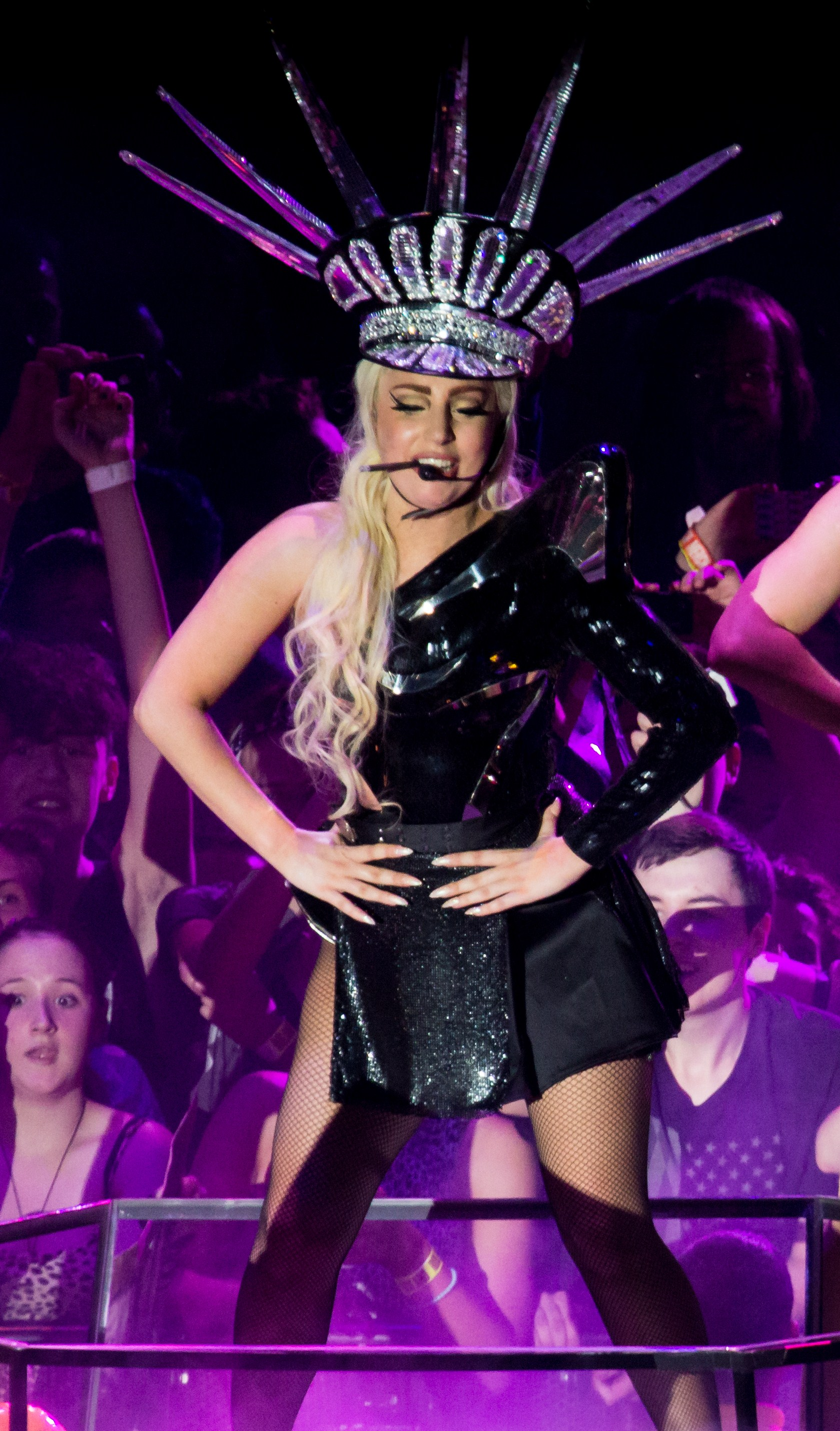
Lady Gaga a LoveGame előadása közben a Born This Way Ball című turnéján (2012)
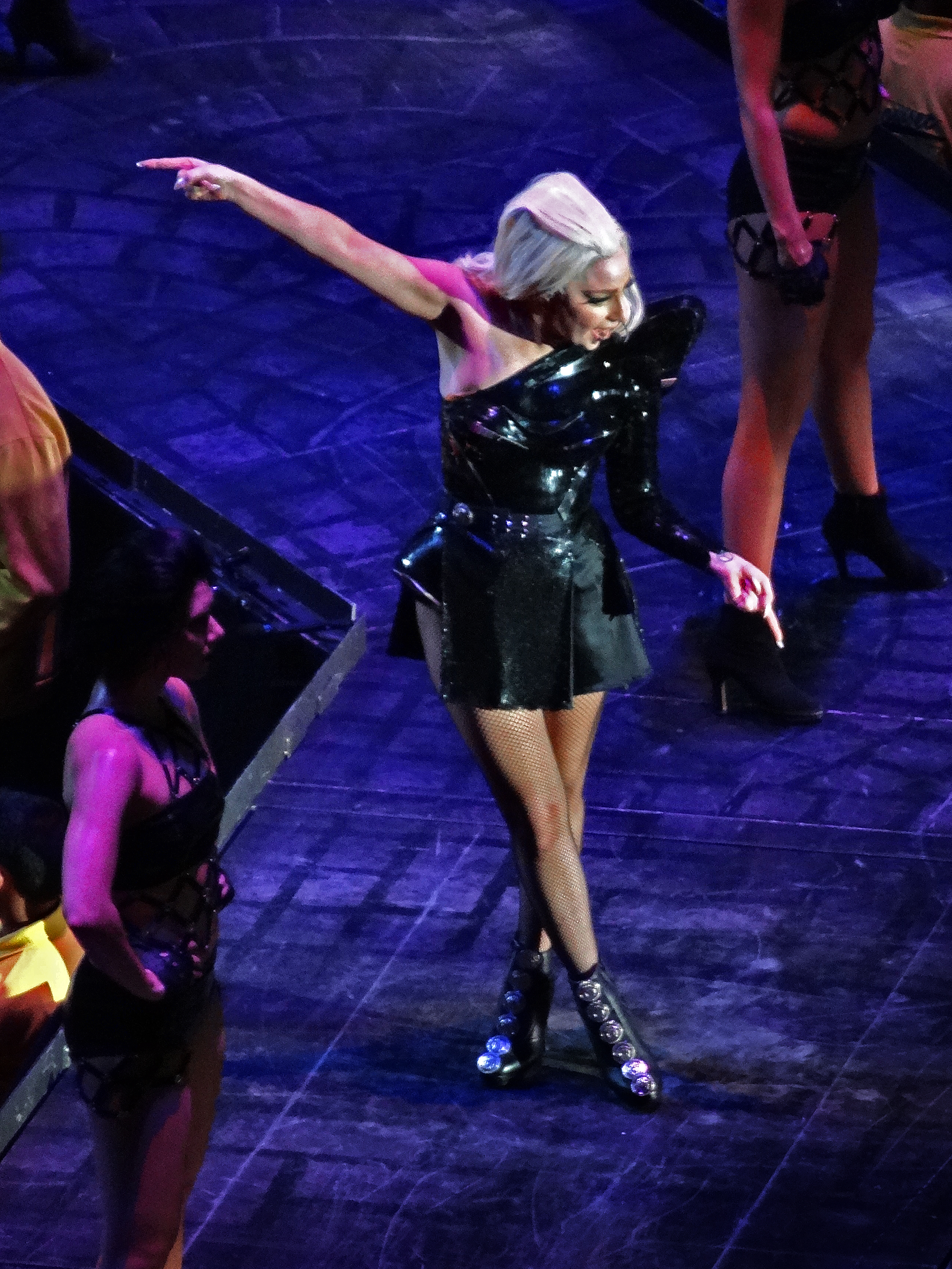
Lady Gaga a Telephone előadása közben a Born This Way Ball című turnéján (2012)
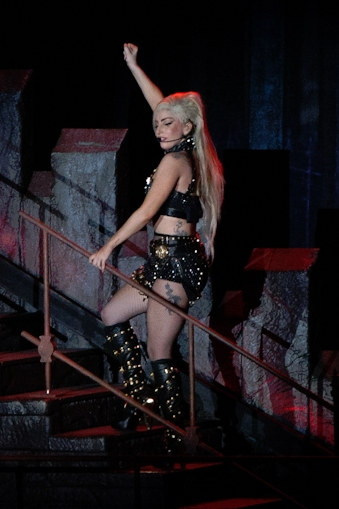
Lady Gaga a The Edge of Glory előadása közben a Born This Way Ball című turnéján (2012)
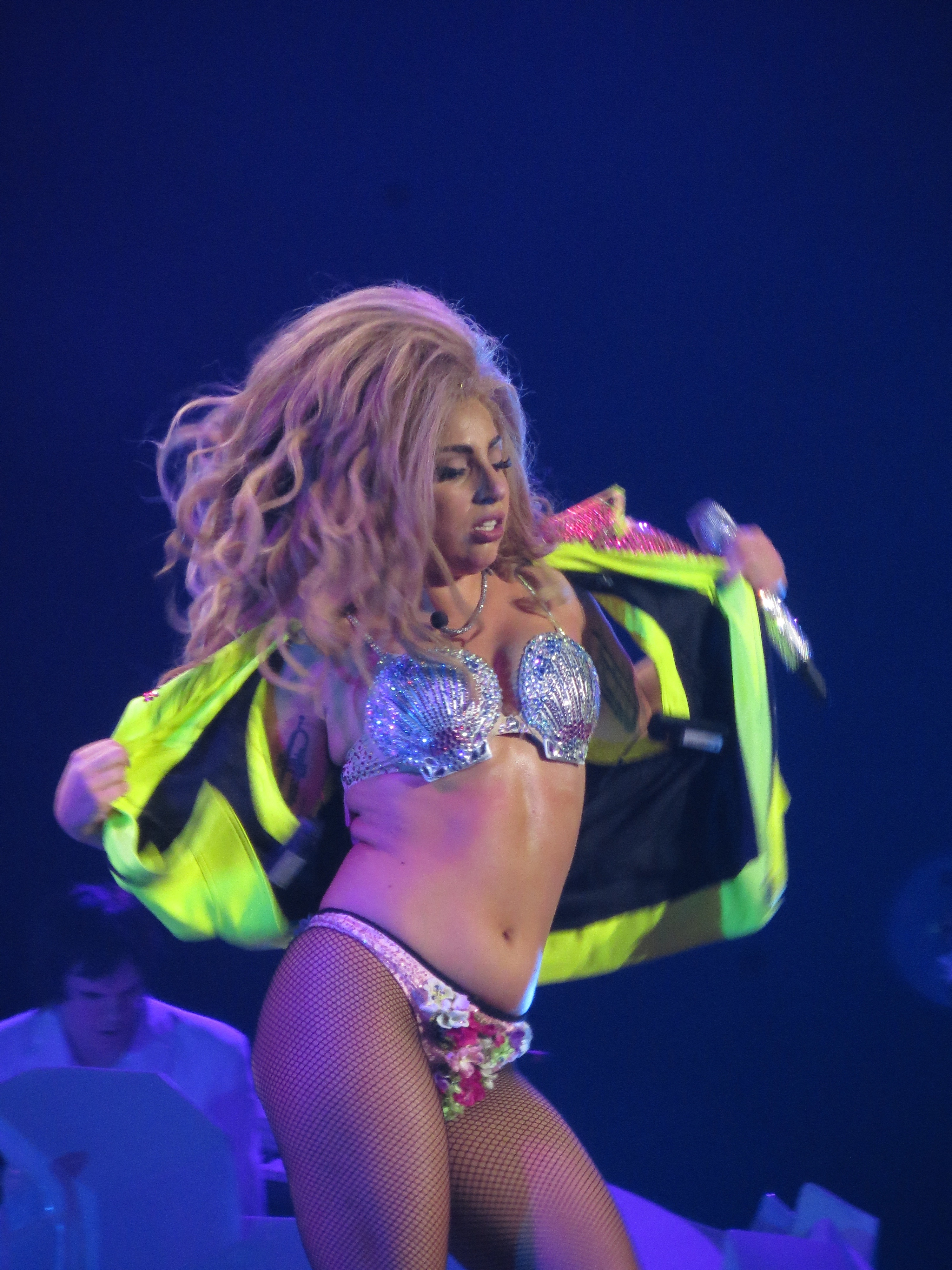
ArtRave: The Artpop Ball turné (2014)
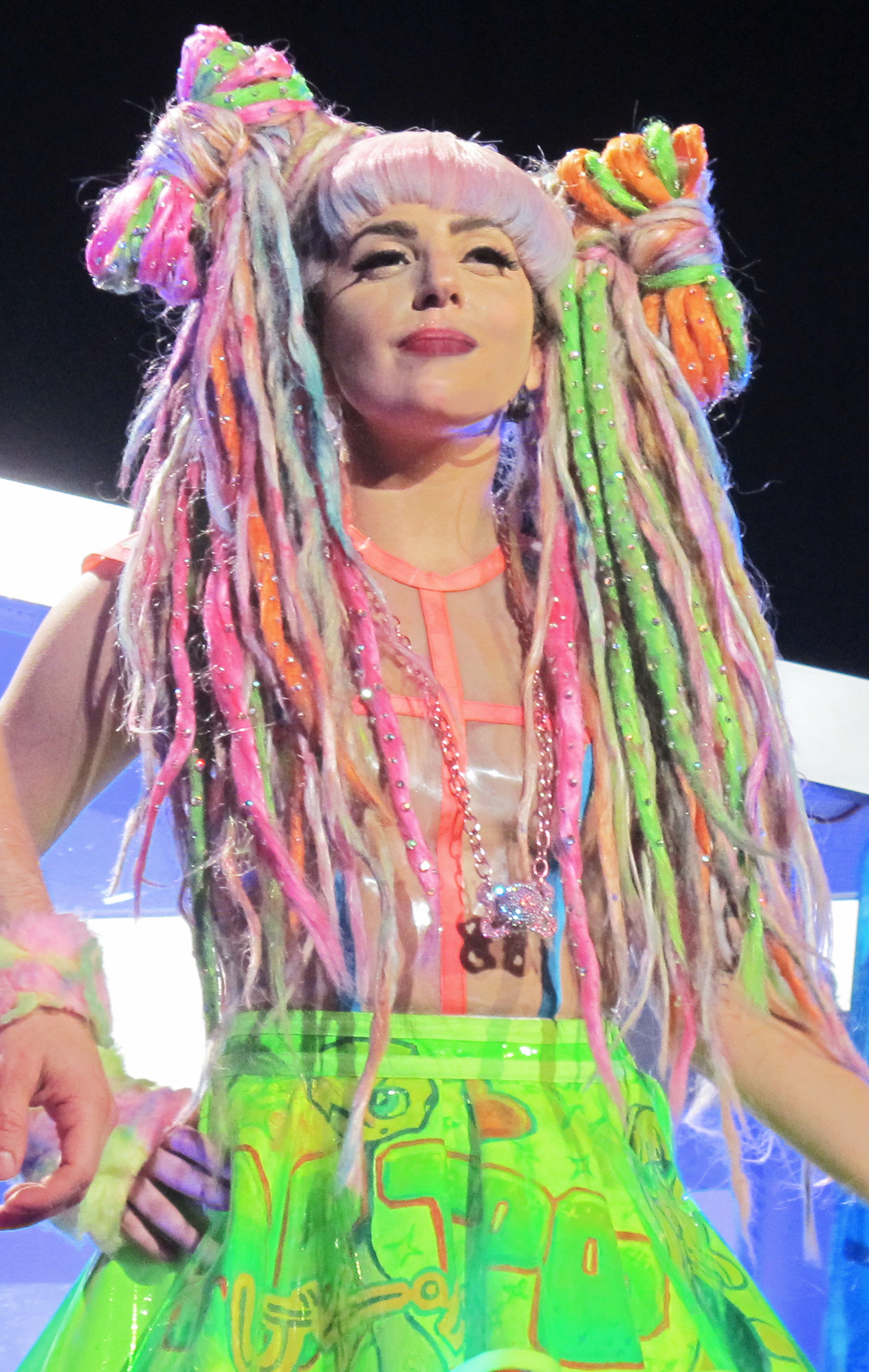
ArtRave: The Artpop Ball turné (2014)
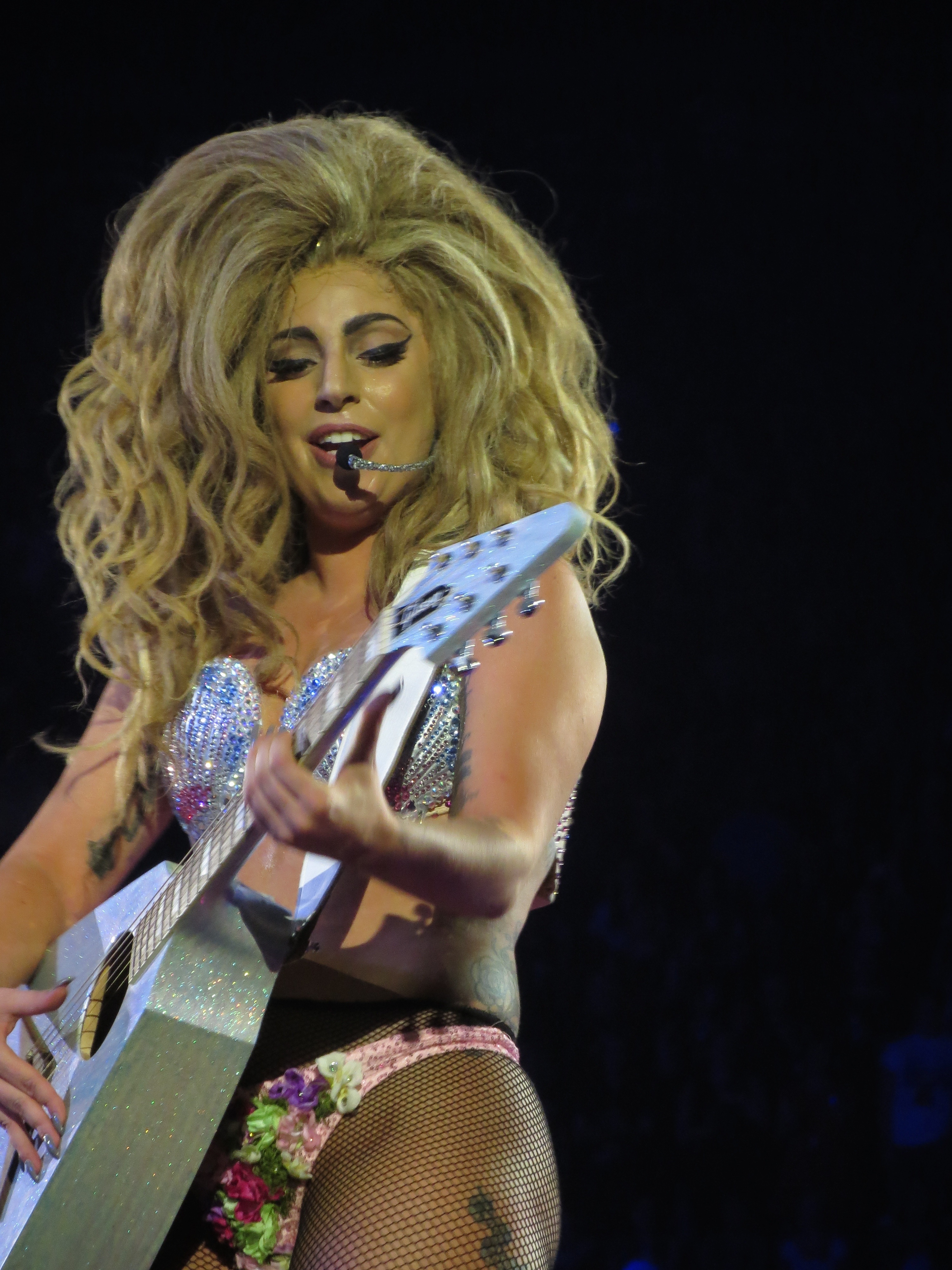
ArtRave: The Artpop Ball turné (2014)
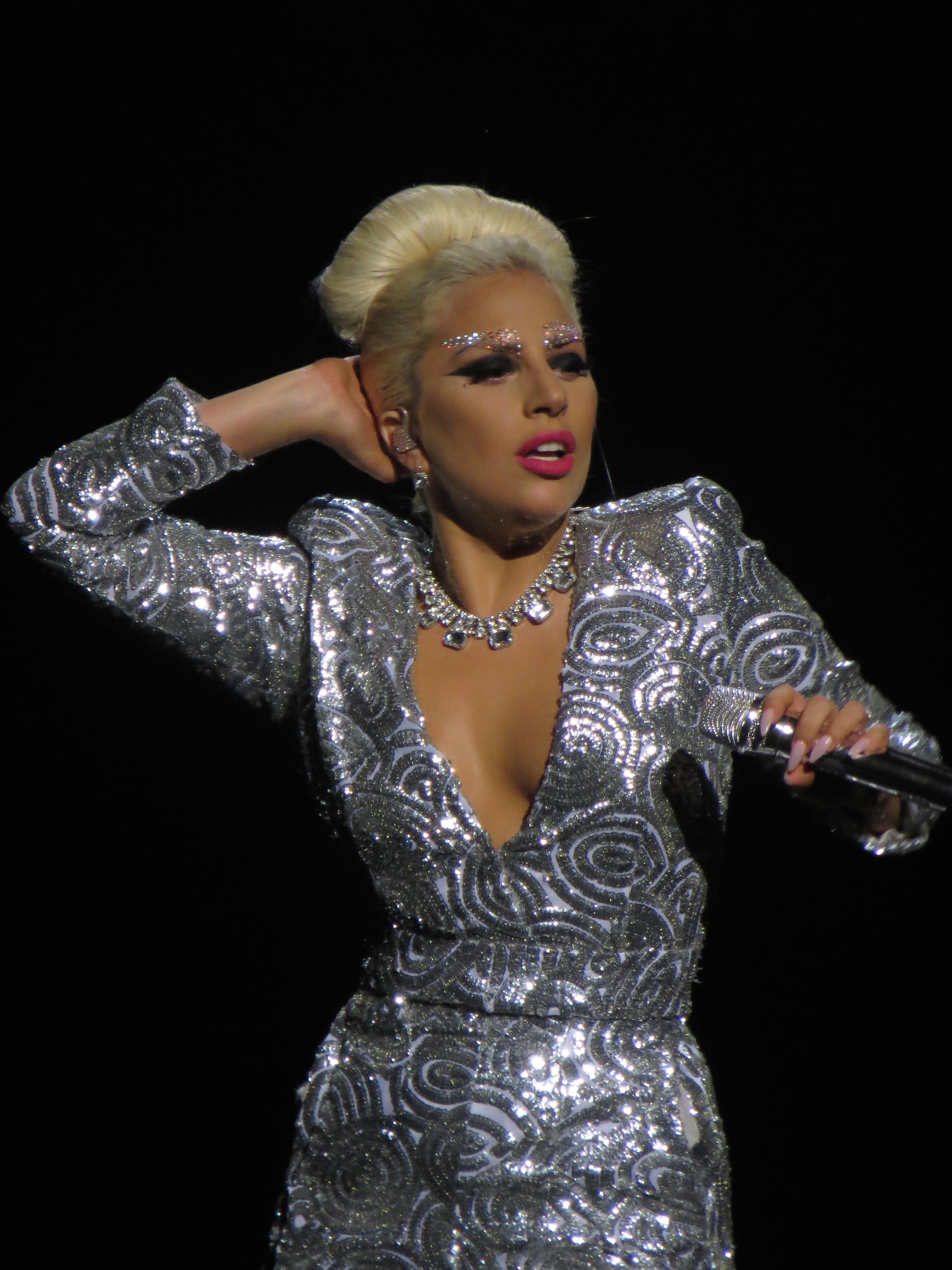
Lady Gaga a Cheek to Cheek című turné londoni állomásán (2015)
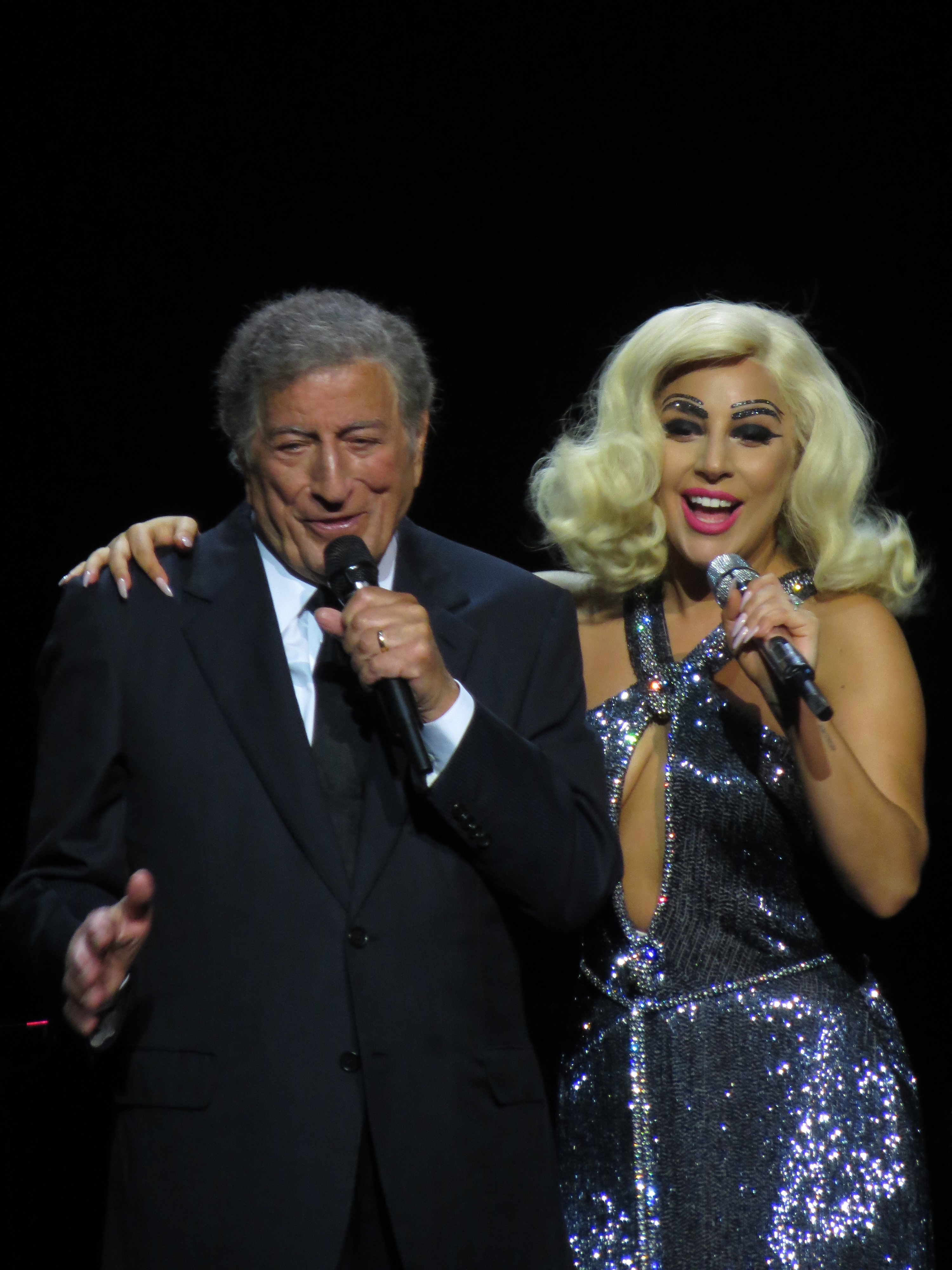
Lady Gaga és Tony Bennett előadás közben a Cheek to Cheek című turné londoni állomásán (2015)
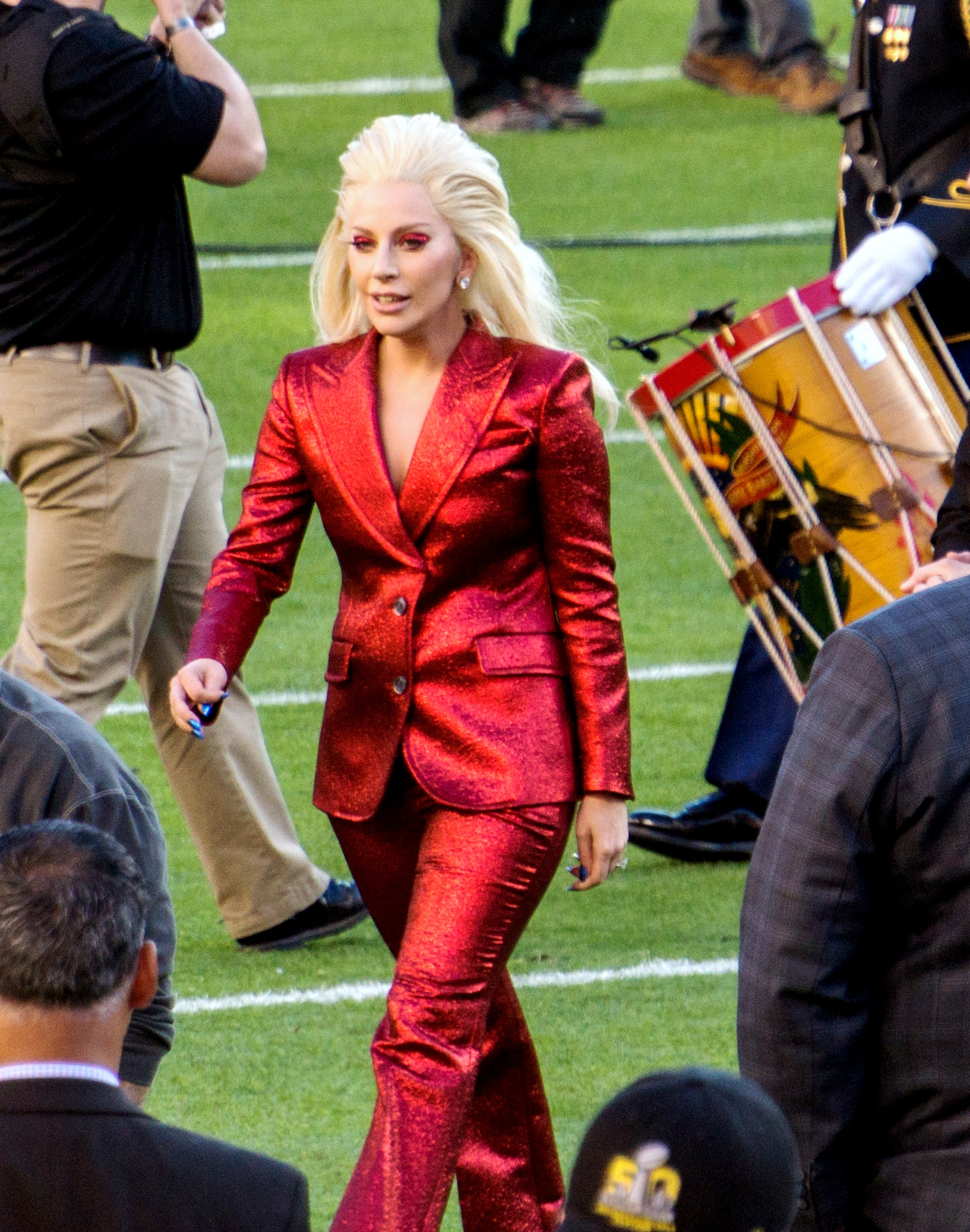
Lady Gaga az amerikai himnusz eléneklését követően a 2016-os Super Bowl-on.
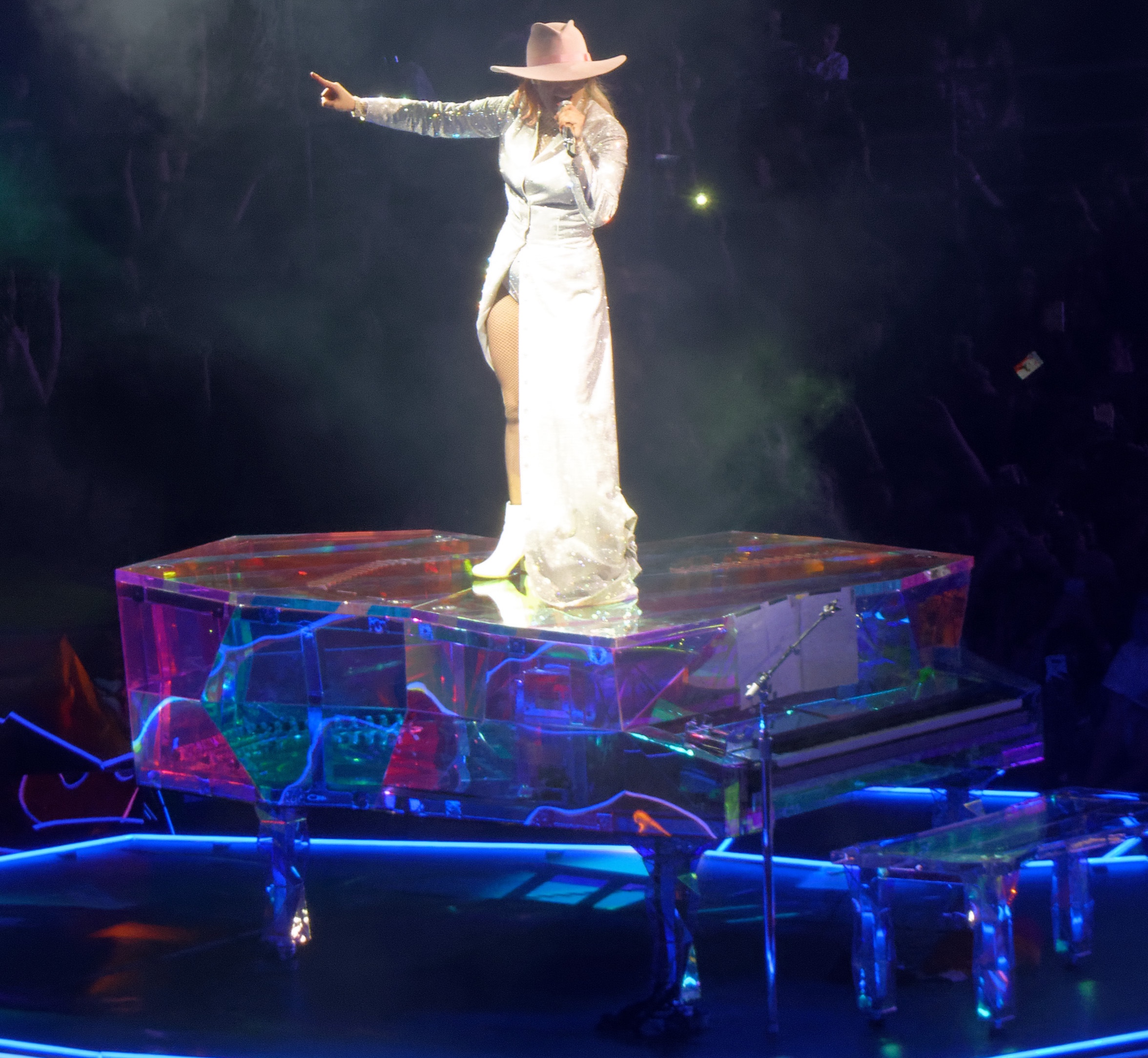
Lady Gaga a Million Reasons előadása közben a Joanne World Tour című turnéján (2017)
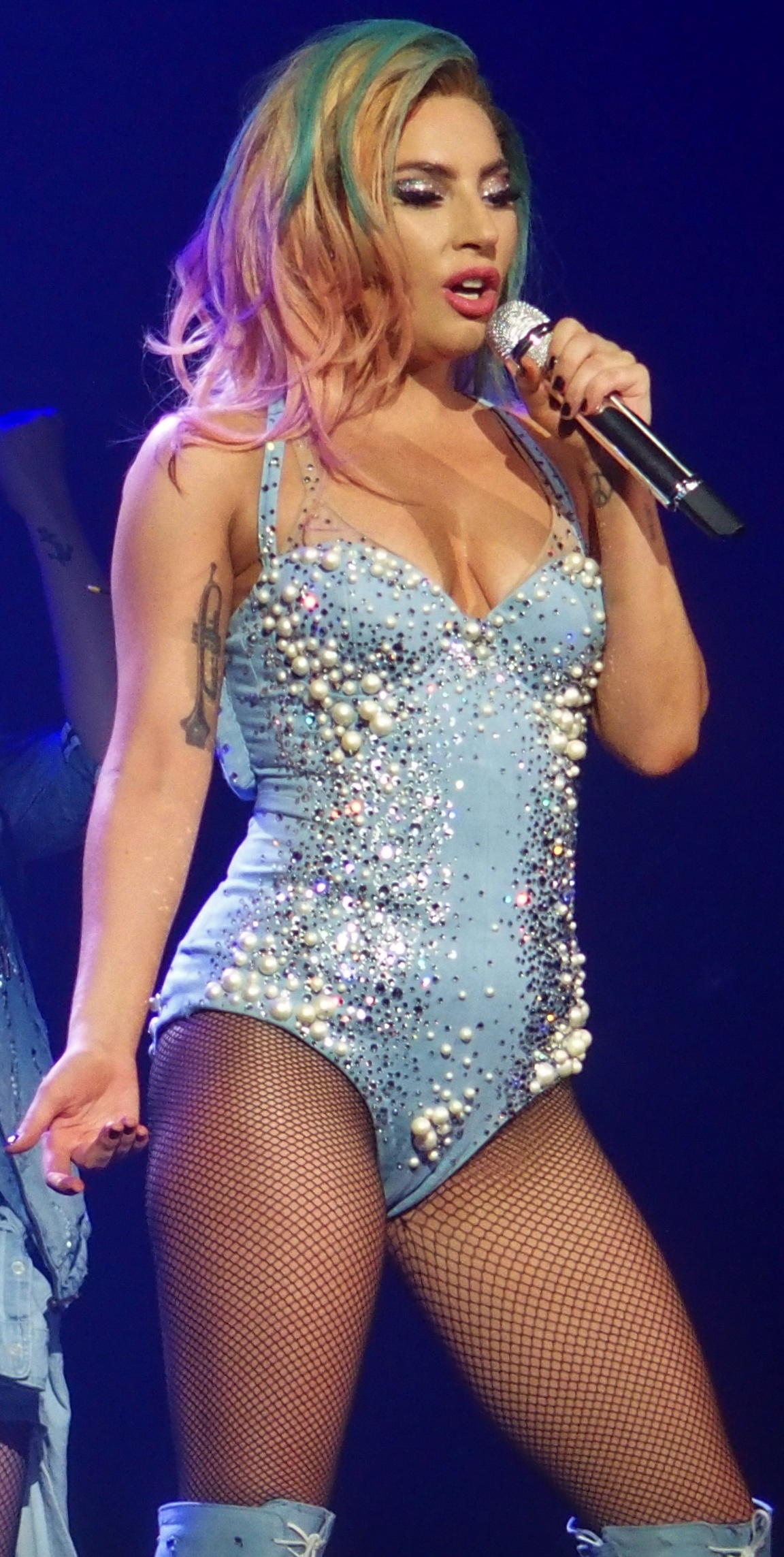
Joanne World Tour (2017)
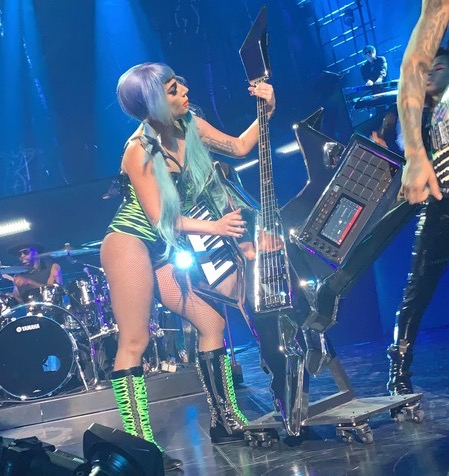
Lady Gaga Enigma + Jazz & Piano című Las Vegas-i koncertsorozat egyik Enigma koncertje (2020)
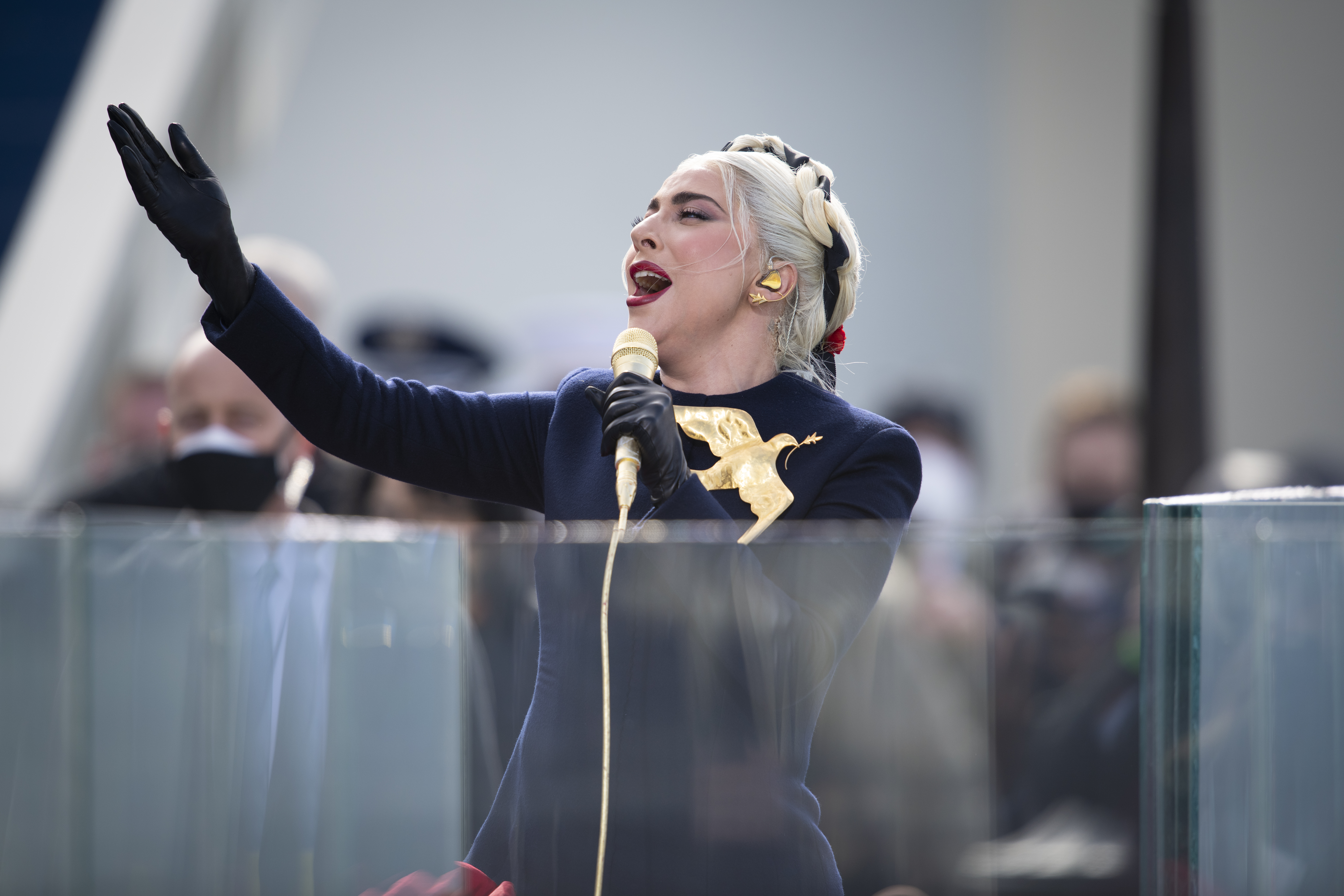
Lady Gaga Joe Biden, az Egyesült Államok 46. elnökének beiktatási ceremóniáján (2021)
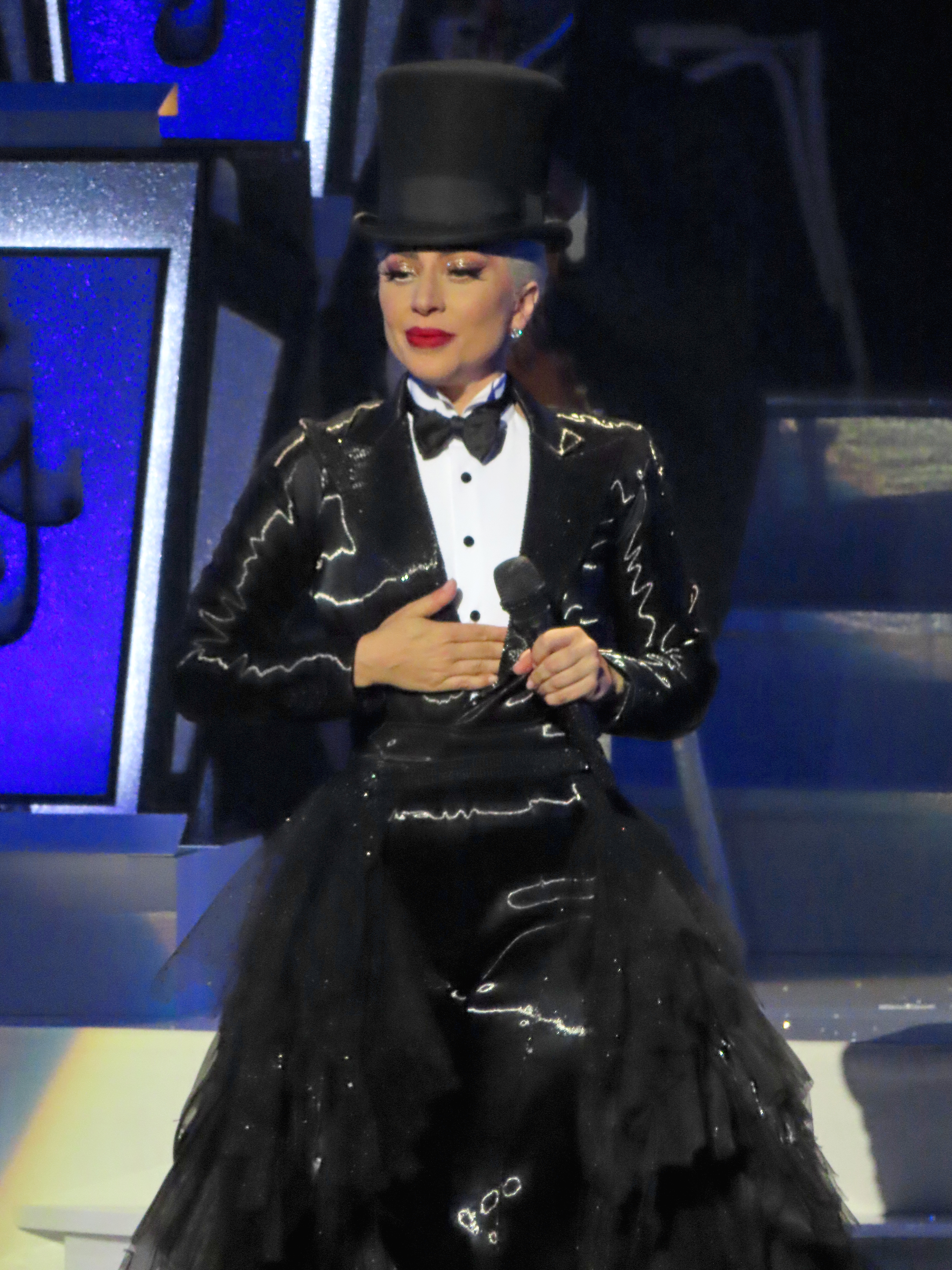
Lady Gaga Enigma + Jazz & Piano című Las Vegas-i koncertsorozat egyik Jazz&Piano koncertje (2022)
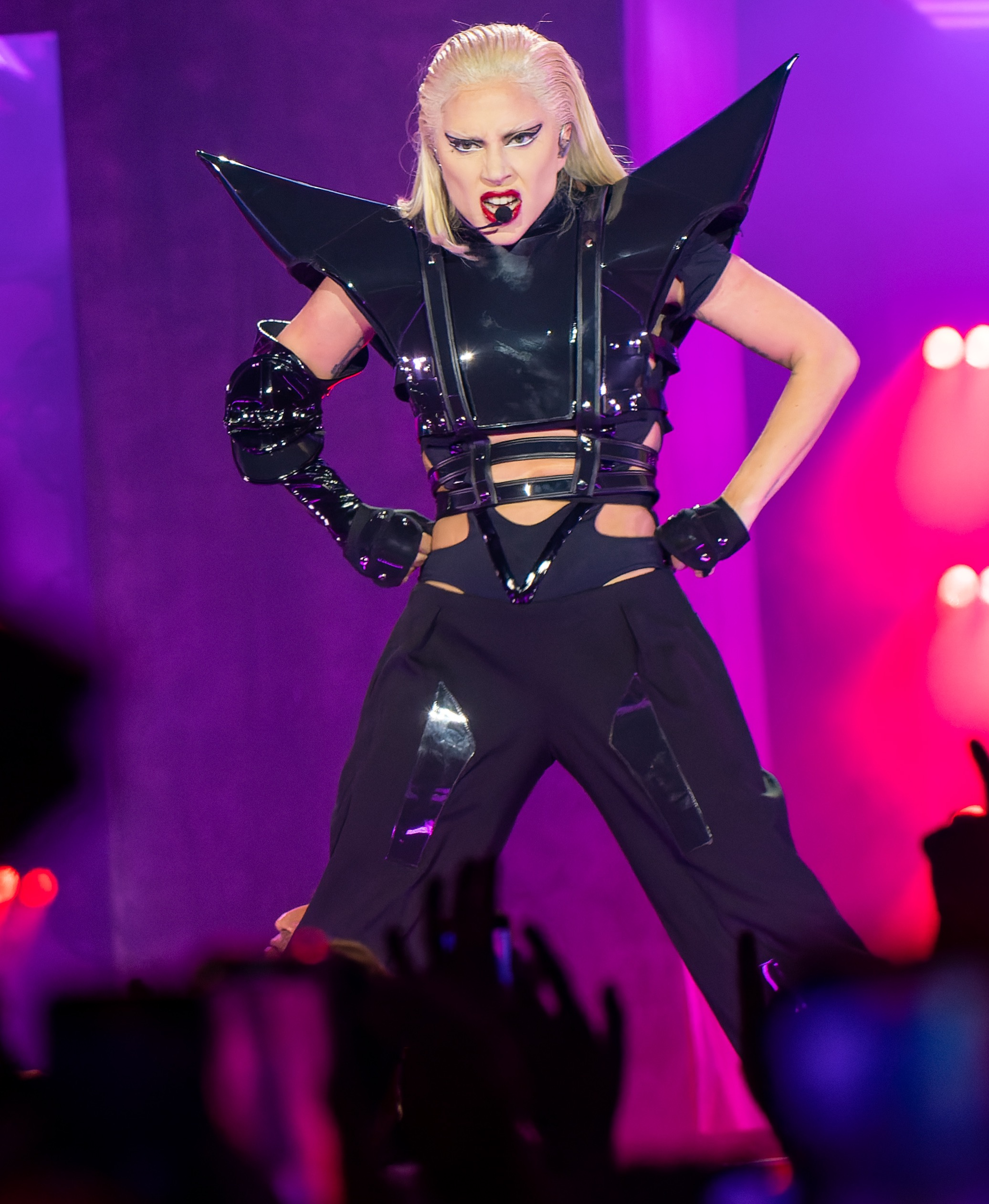
Gaga a The Chromatica Ball turné londoni állomásán (2022)

## Fordítás
- Ez a szócikk részben vagy egészben  a   List of Lady Gaga live performances című angol Wikipédia-szócikk fordításán alapul.  Az eredeti cikk szerkesztőit annak laptörténete sorolja fel. Ez a jelzés csupán a megfogalmazás eredetét és a szerzői jogokat jelzi, nem szolgál a cikkben szereplő információk forrásmegjelöléseként.